# Provincia di Lecco
La provincia di Lecco è una provincia italiana della Lombardia di 333 852 abitanti, il cui capoluogo è la città di Lecco.
È stata istituita dallo scorporo della porzione orientale della provincia di Como (84 comuni) e 6 comuni appartenenti alla provincia di Bergamo (totale di 90 comuni) con decreto del presidente della Repubblica 6 marzo 1992, n. 250. Le elezioni per la nomina del primo presidente della provincia di Lecco si sono tenute il 23 aprile (primo turno) e il 7 maggio 1995 (ballottaggio). La proclamazione del presidente, l'avvocato Mario Anghileri, è avvenuta il 9 maggio seguente. A partire dal 2013 si sono susseguiti 4 referendum consultivi per accorpare alcuni comuni e 1 per cambiare provincia, attestando il numero totale dei comuni a 84.
Dal 2007 è compresa all'interno della Regio Insubrica, di cui rappresenta l'appendice orientale, e della regione storica insubre.
Formata da 84 comuni che occupano un'estensione di 805,61 km² è la sesta provincia più piccola d'Italia e undicesima per densità di popolazione. Confina a nord e a ovest con la provincia di Como, a est e a nord con la provincia di Sondrio, a est con la provincia di Bergamo e a sud con la provincia di Monza e della Brianza.

## Geografia fisica

### Territorio

Mappa delle divisioni della provincia di Lecco

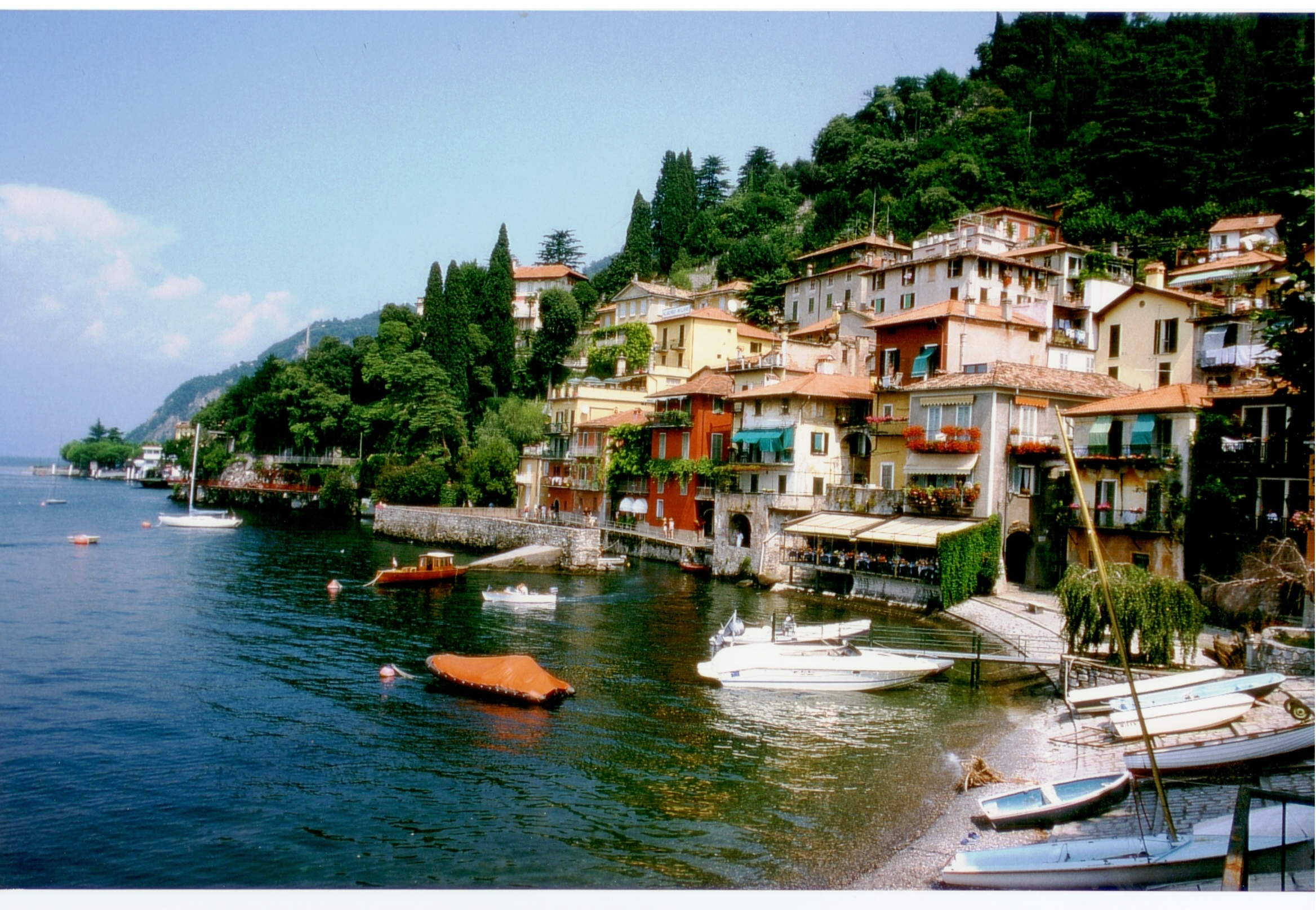
Il pittoresco borgo di Varenna

La provincia di Lecco ha una superficie di soli 814,58 km². Di questi ben più di 600 km² si trovano oltre il fiume Adda, nella Valsassina mentre i rimanenti sono situati nella zona dell'alta Brianza suddivisa fra i territori dell'Oggionese, nel Casatese e nel Meratese. Inoltre vi sono 16 km² appartenenti al comune di Oliveto Lario che, anche se situati sull'altra sponda del Lago di Como, nel Triangolo Lariano, rientrano nell'area prealpino lariana pre Lecchese.
Nel territorio è completamente assente la pianura. La provincia è per più del 70% montuosa, mentre per il restante 30% collinare.

### Idrografia
Il territorio della provincia è interamente compreso nel bacino idrografico del fiume Po e vi tributa per mezzo dei suoi affluenti: l'Adda (secondo in Italia per portata dopo il Ticino) e il Lambro.

#### Laghi
La provincia è situata nella zona prealpina caratterizzata da numerosi laghi di origine glaciale. Il principale di questi bacini è il Lago di Como sul quale si affacciano 13 comuni oltre a segnare per buona parte il confine con la provincia comasca. Nel territorio si trovano inoltre il Lago di Annone, il Lago di Garlate e il Lago di Olginate mentre nel meratese si trova il piccolo Lago di Sartirana.
A ovest i comuni di Rogeno, Bosisio Parini e Cesana Brianza si affacciano sul Lago di Pusiano che confina con la provincia di Como.

#### Fiumi
Il principale fiume che attraversa la provincia è l'Adda che, superato per un breve tratto il capoluogo, forma una specie di piccolo canyon nel Meratese, caratterizzato lungo il suo corso dalle dighe leonardesche a Robbiate e dal celebre Ponte San Michele a Paderno d'Adda segnando altresì il confine orientale con la provincia di Bergamo.
Altri fiumi minori sono il Lambro che lambisce i territori di Costa Masnaga, Rogeno e Nibionno, il Pioverna che scorre in Valsassina sfociando nel Lario a Bellano nel celebre Orrido, il Molgora, il Molgoretta, il Curone, la Lavandaia, la Bevera, affluente del Lambro, il Varrone che scorre nell'omonima valle e il Rio Torto, l'unico emissario del lago di Annone.

Nel capoluogo si trovano alcuni corsi d'acqua a livello torrentizio che hanno origine nella fascia montuosa che sovrasta la città; i principali sono il Caldone, il Gerenzone e il Bione.
Il breve torrente di Fiumelatte nell'omonima frazione di Varenna, con i suoi 250 metri di percorso è considerato il fiume più breve d'Italia.

### Orografia
I principali rilievi montuosi sono:
- a nord il Monte Legnone, alto 2609 m;
- a nordest il Pizzo dei Tre Signori nelle Alpi Orobie alto 2554 m (segna il punto di confine con le province di Sondrio e Bergamo)
- al centro lo spettacolare gruppo delle Grigne comprendente: la Grigna settentrionale o Grignone alta 2409 m e la Grigna Meridionale o Grignetta con altitudine di 2184 m;
- a ovest, oltre il lago il Monte Cornizzolo alto 1240 m e il Monte Rai alto 1259 m;
- a est, il Monte Serrada o Resegone di Lecco alto 1875 m con la sua caratteristica forma che ricorda i denti di una sega;
- al centro-sud il Monte Barro alto 922 m e compreso nell'omonimo parco regionale.

### Flora e fauna
In tutta la Provincia vi sono ancora numerose zone boschive, soprattutto nella Valsassina dove troviamo numerose foreste ad aghifoglie e fiori anche rari come le genziane. Sul fiume Lambro la vegetazione è ridotta a foreste di latifoglie, pioppi, querce e numerosi fiori. Le montagne, a parte sulle pendici si presentano comunque piuttosto spoglie con esclusivamente estese zone di prati adatti al pascolo. La fauna è cambiata parecchio da quella di alcuni secoli prima, ad esempio il cinghiale che prima era numeroso ora si è piuttosto ridotto e lo si trova sul Cornizzolo o in Valsassina. Sono presenti caprioli, volpi, lepri, falchi e poiane, aironi.

### Clima
Le temperature variano dai -5/+5 °C in gennaio ai +20/+30 °C in luglio. La provincia è situata nell'area prealpina ed è caratterizzata da un clima semi-continentale. Gli inverni sono generalmente freddi, specie in montagna, mentre le estati sono calde e afose. Fa eccezione la costiera lariana che gode di un clima relativamente più dolce. L'umidità è sempre molto elevata per tutto l'anno.
Il territorio costiero gode inoltre dei benefici influssi delle acque del lago dato dal celebre vento del Tivano che spira dalla Valtellina da nord-est tutto l'anno nelle prime ore del mattino, dalle 6 alle 10. La sua totale assenza indica l'avvicinarsi del brutto tempo. La Breva, è un altro noto vento che soffia da sud nelle prime ore pomeridiane, generalmente fra le 10 e le 18.

## Storia

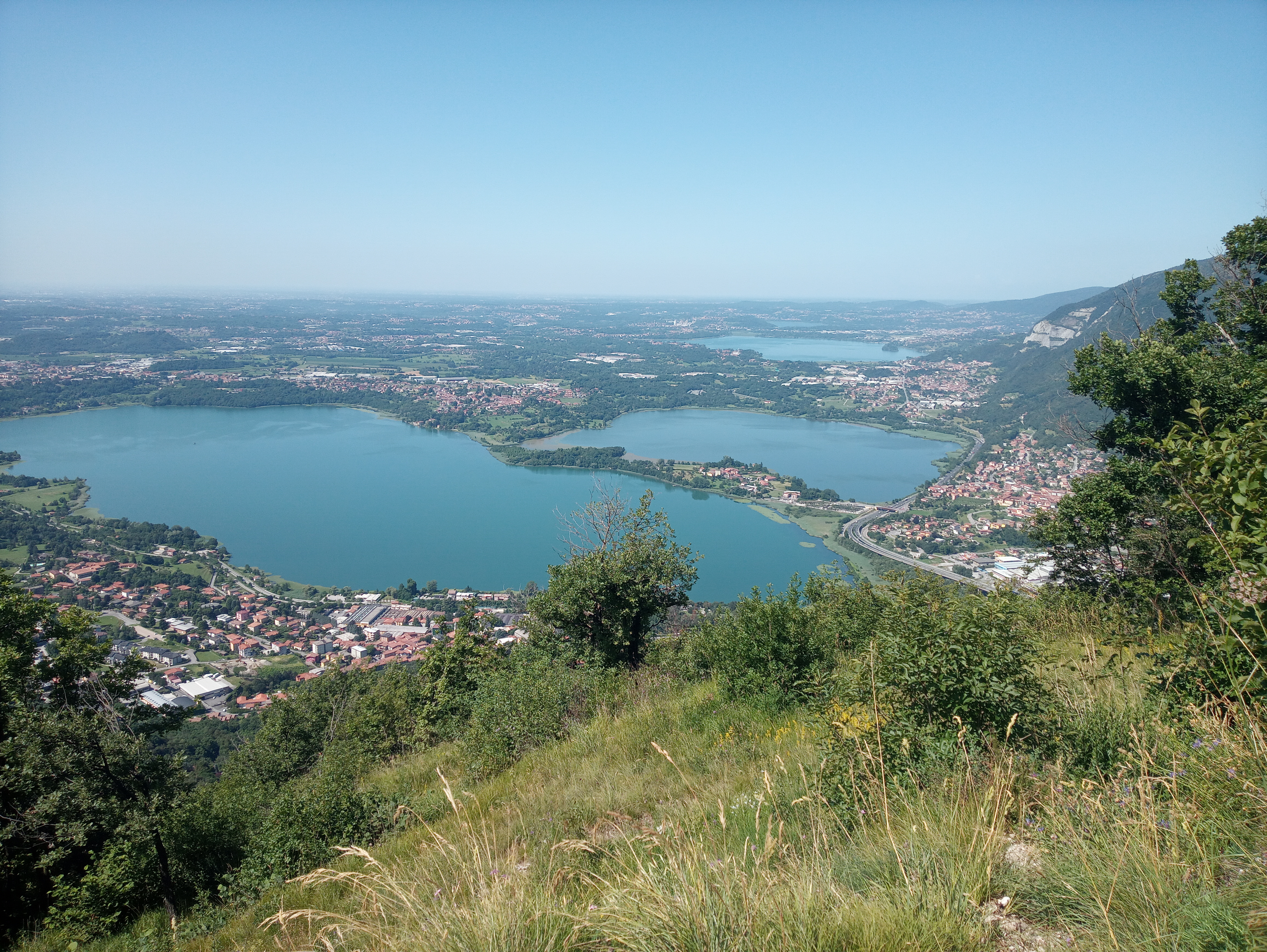
Vista dal monte Barro dei laghi di Annone e di Pusiano nella Brianza settentrionale

Le prime tracce dell'uomo della provincia di Lecco sono i ritrovamenti della Valle del Curone tra i comuni di Montevecchia e Rovagnate, reperti attribuibili all'uomo di Neanderthal e risalenti addirittura a 62.000 anni fa.
Nell'Alto Medioevo divenne il centro di un importante sistema fortificato, posto a difesa di Mediolanum su cui gli archeologi hanno condotto importanti campagne di scavo sul Monte Barro, a Galbiate, a Garlate e a Civate. Feudo degli Attonidi nel X secolo a partire dal XII secolo il territorio lecchese fu gradatamente incorporato nel distretto del Comune di Milano, rimanendo suddiviso in due Comitati, quello di Lecco e quello della Martesana.

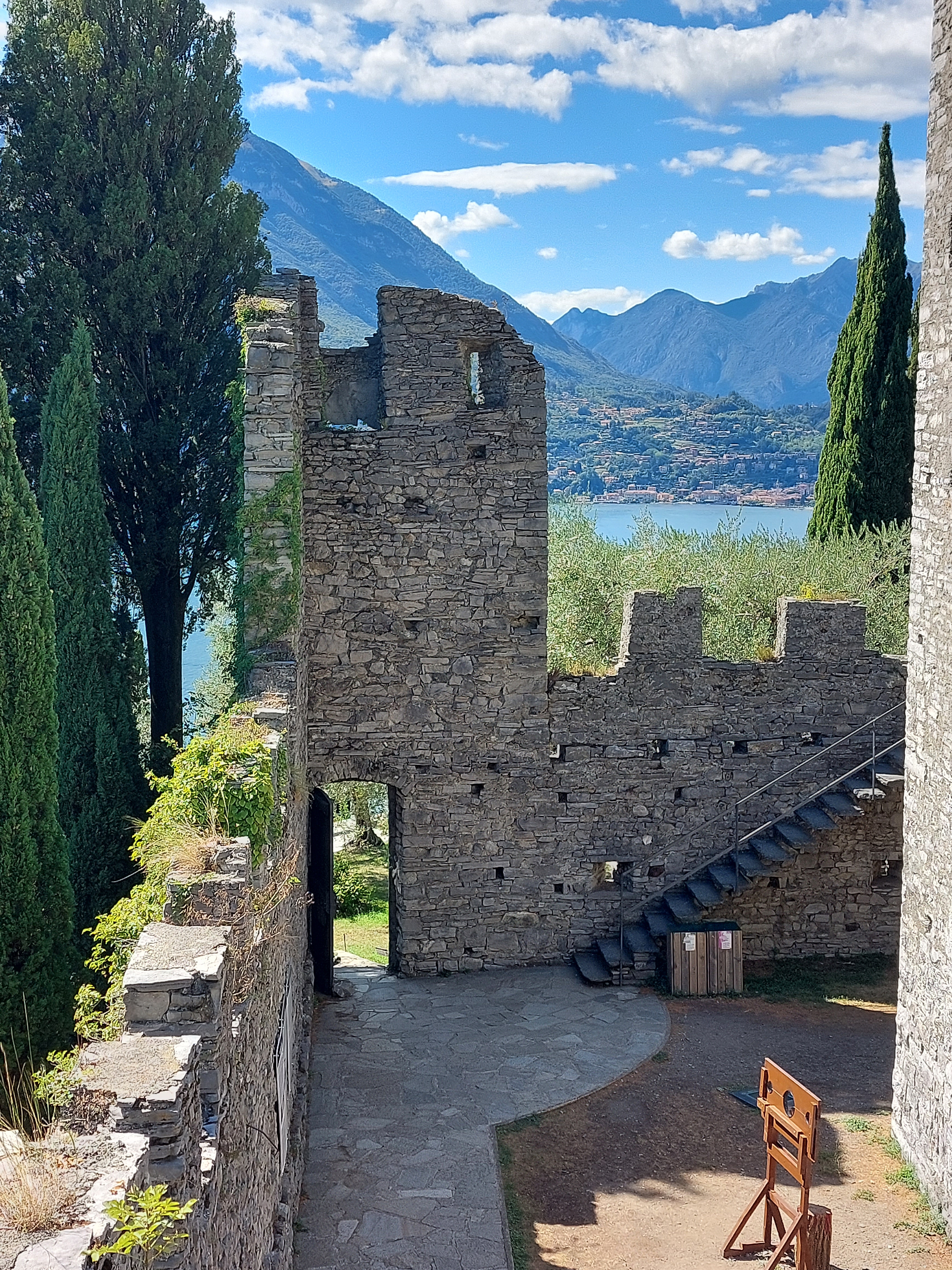
Castello di Vezio

Dal 1528 al 1532 costituì un feudo direttamente dipendente dal Sacro Romano Impero affidato al conte Gian Giacomo Medici.

Nel 1797 la Repubblica Cisalpina istituì il dipartimento della Montagna, con capoluogo Lecco, che coincideva quasi completamente con l'attuale provincia più tutta la Brianza orientale. Ma il dipartimento ebbe vita breve, e il territorio venne spartito l'anno successivo tra dipartimento del Serio, con capoluogo Bergamo, e quelli facenti capo a Milano e a Sondrio.
Con la proclamazione del Regno d'Italia nel 1805 il Lecchese fu aggregato al nuovo dipartimento del Lario, poi divenuto la provincia di Como. Anche sotto il Regno d'Italia il territorio fece parte della provincia di Como, costituendone un circondario, soppresso nel 1927. Da allora datano i tentativi di ottenere una provincia staccata da quella di Como ma soltanto nel 1992 il risultato fu raggiunto con lo scorporo di numerosi comuni delle province di Como e Bergamo. Fino alla nascita della provincia di Lecco, 84 dei 90 comuni che inizialmente la costituirono erano situati appunto in territorio comasco. Sei (Calolziocorte, Vercurago, Monte Marenzo, Torre de' Busi, Erve e Carenno) si sono invece staccati dalla provincia bergamasca. Torre de' Busi, dal 2018, è tornato in provincia di Bergamo.

### Referendum consultivi sulla fusione di comuni
La tabella riepiloga i referendum consultivi per la fusione di comuni tenutisi a partire dal 1º dicembre 2013. In grassetto sono indicati i comuni che hanno approvato il quesito.

Il gonfalone della provincia

| Data del referendum | Comuni                                | Iscritti    | Percentuale Elettiva | Favorevoli        | Contrari        | Denominazione nuovo comune | Data di istituzione |
| ------------------- | ------------------------------------- | ----------- | -------------------- | ----------------- | --------------- | -------------------------- | ------------------- |
| 1º dicembre 2013    | Verderio Inferiore Verderio Superiore | 2.323 2.098 | 46,2% 44,7%          | 76,2% 83,5%       | 23,8% 16,5%     | Verderio                   | 4 febbraio 2014     |
| 30 novembre 2014    | Perego Rovagnate                      | 1.401 2.232 | 52,9% 50,1%          | 58,5% 76,4%       | 41,5% 24,6%     | La Valletta Brianza        | 30 gennaio 2015     |
| 22 ottobre 2017     | Introzzo Tremenico Vestreno           | 100 153 257 | 74,0% 64,1% 55,6%    | 97.3% 77.4% 93.7% | 2.7% 22.5% 6.3% | Valvarrone                 | 1º gennaio 2018     |
| 22 settembre 2019   | Bellano Vendrogno                     | 3.074 300   | 34% 51%              | 88% 80%           | 12% 20%         | Bellano                    | 1º gennaio 2020     |

### Stemma
Descrizione araldica dello stemma:
(Araldicacivica.it)

Lo stemma unisce lo stemma del comune di Lecco (parte inferiore) a un disegno geometrico dell'iconografia popolare attestato fin dall'antichità, noto come fiore (o sole) delle Alpi, molto presente nell'artigianato del Lecchese (parte superiore). Oltre ad indicare il comune capoluogo, inoltre, lo stemma di Lecco evoca l'antica appartenenza dell'area provinciale alla Signoria viscontea di Milano (croce rossa su campo argento), il lago (fondo azzurro) e la fierezza e la tenacia della popolazione locale (leone).

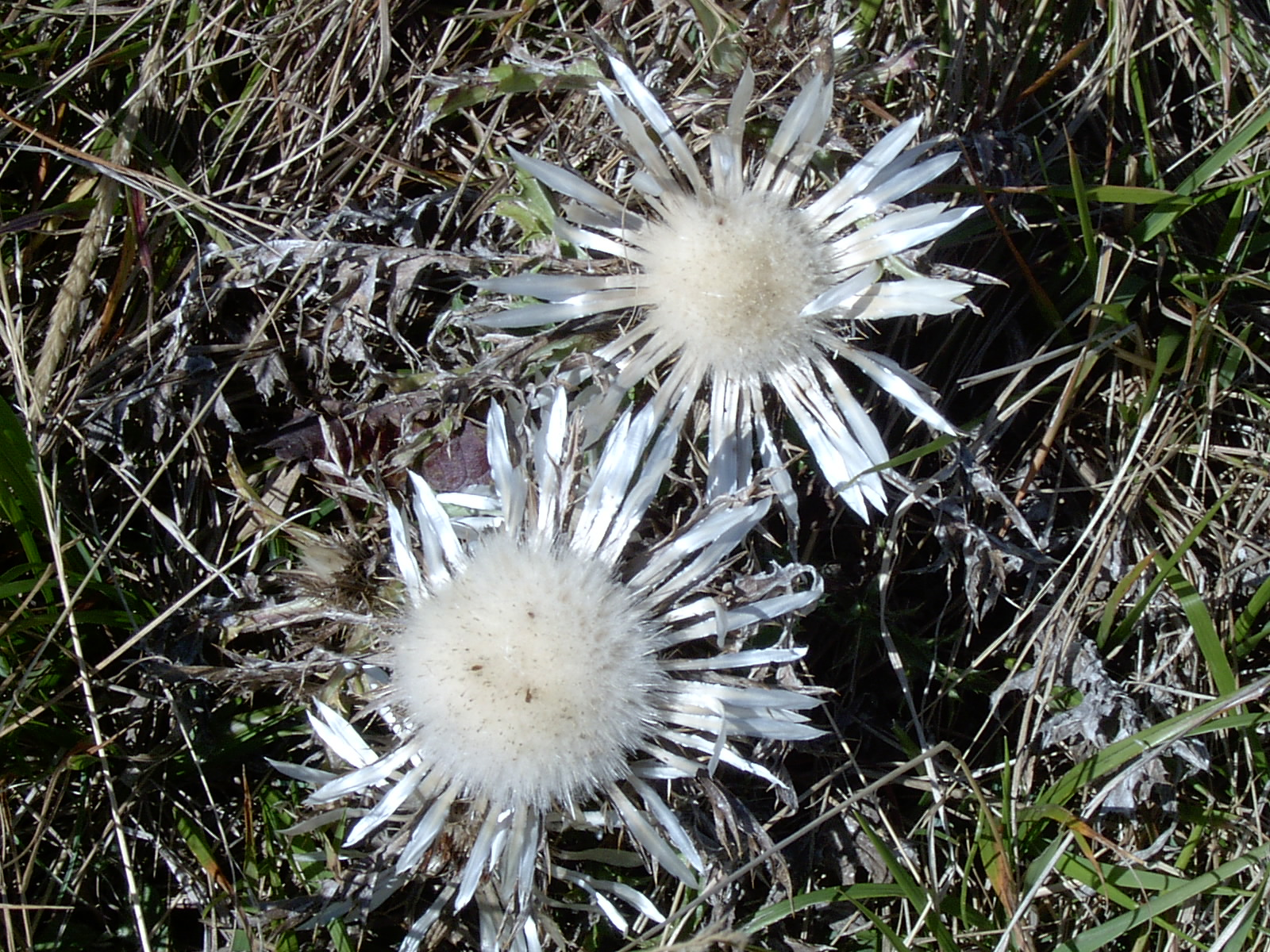
Esemplari di cardo

## Parchi naturali e riserve
Nella provincia di Lecco esistono 5 parchi regionali di cui solo il Parco regionale della Grigna Settentrionale non è riconosciuto dall'EUAP. A questi si aggiungono la Riserva naturale Sasso Malascarpa, divisa tra Canzo (CO) e Valmadrera, e quella del Lago di Sartirana (Merate) insieme ad altri numerosi parchi di interesse sovracomunale come il parco agricolo La Valletta situato fra i due parchi regionali della Brianza, il Parco Rio Vallone che lambisce il territorio di Verderio e il Parco Valentino ai Piani dei Resinelli per un totale di oltre 3000 ettari. Di particolare interesse è il Monumento naturale regionale del Sasso di Preguda a Valmadrera.
| Nome                                                     | Zona geografica                                                                  | Istituzione                  | Comuni | Ettari  | Sede                  | Sito           |
| -------------------------------------------------------- | -------------------------------------------------------------------------------- | ---------------------------- | ------ | ------- | --------------------- | -------------- |
| Parco regionale dell'Adda Nord                           | Comuni rivieraschi del lago di Garlate e dell'Adda a nord di Cassano d'Adda      | 1983                         | 35     | 5580    | Trezzo sull'Adda (MI) | Sito ufficiale |
| Parco regionale di Montevecchia e della Valle del Curone | Territorio brianzolo del Meratese e Olginatese                                   | 1983                         | 12     | 3800,40 | Montevecchia          | Sito ufficiale |
| Parco regionale della Valle del Lambro                   | Valle del fiume Lambro                                                           | 1983 (riconfermato nel 2001) | 36     | 4080.93 | Triuggio (MB)         | Sito ufficiale |
| Parco naturale del Monte Barro                           | Zona intorno al rilievo del Monte Barro                                          | 2002                         | 6      | 665     | Galbiate              | Sito ufficiale |
| Parco regionale della Grigna Settentrionale              | Zona a ridosso fra il Lago di Como e le Orobie attorno al massiccio delle Grigne | 2005                         | 8      | 5541,46 | Barzio                | Sito ufficiale |

## Monumenti e luoghi d'interesse

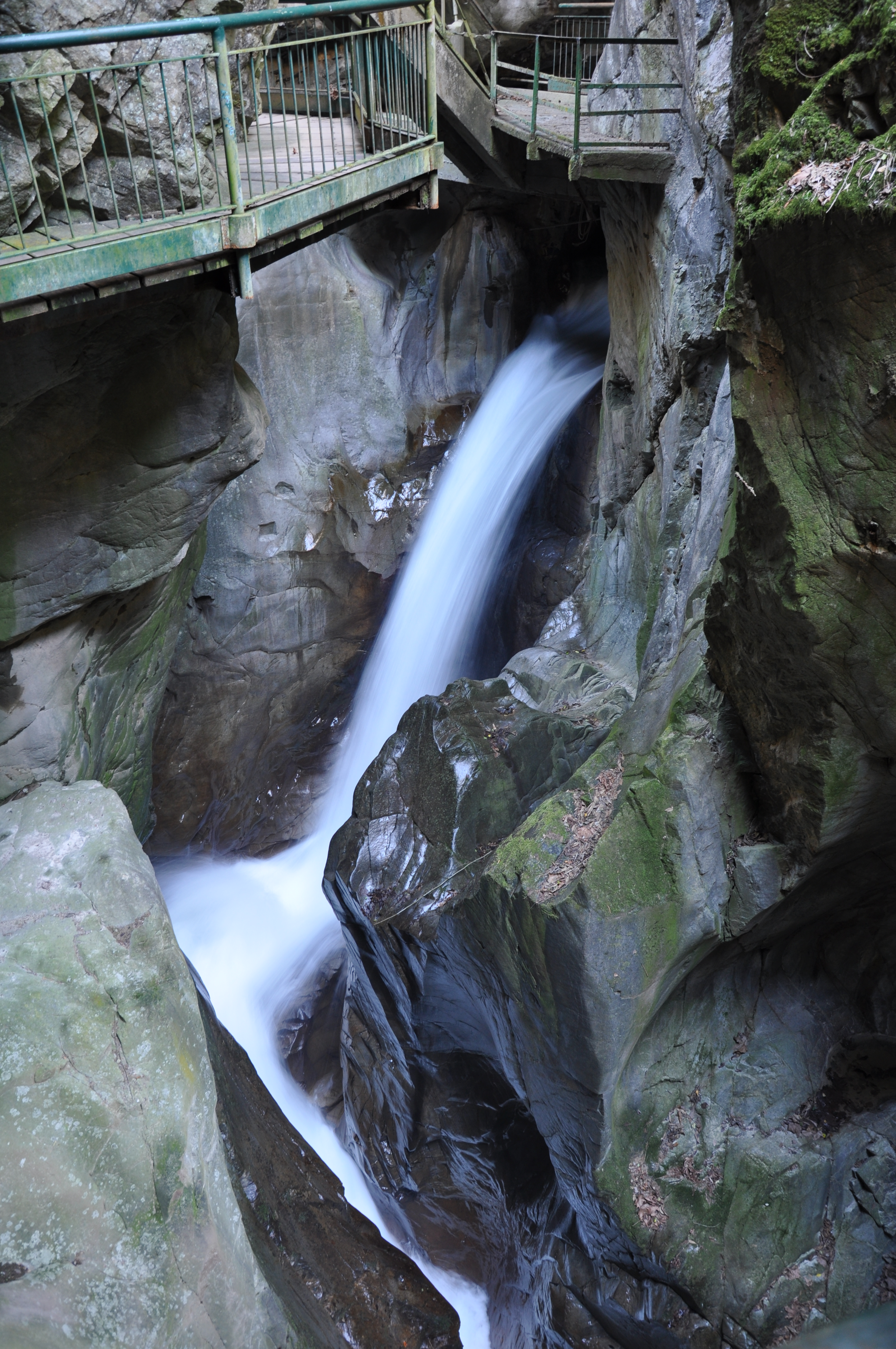
Passerella lungo la gola dell'Orrido di Bellano

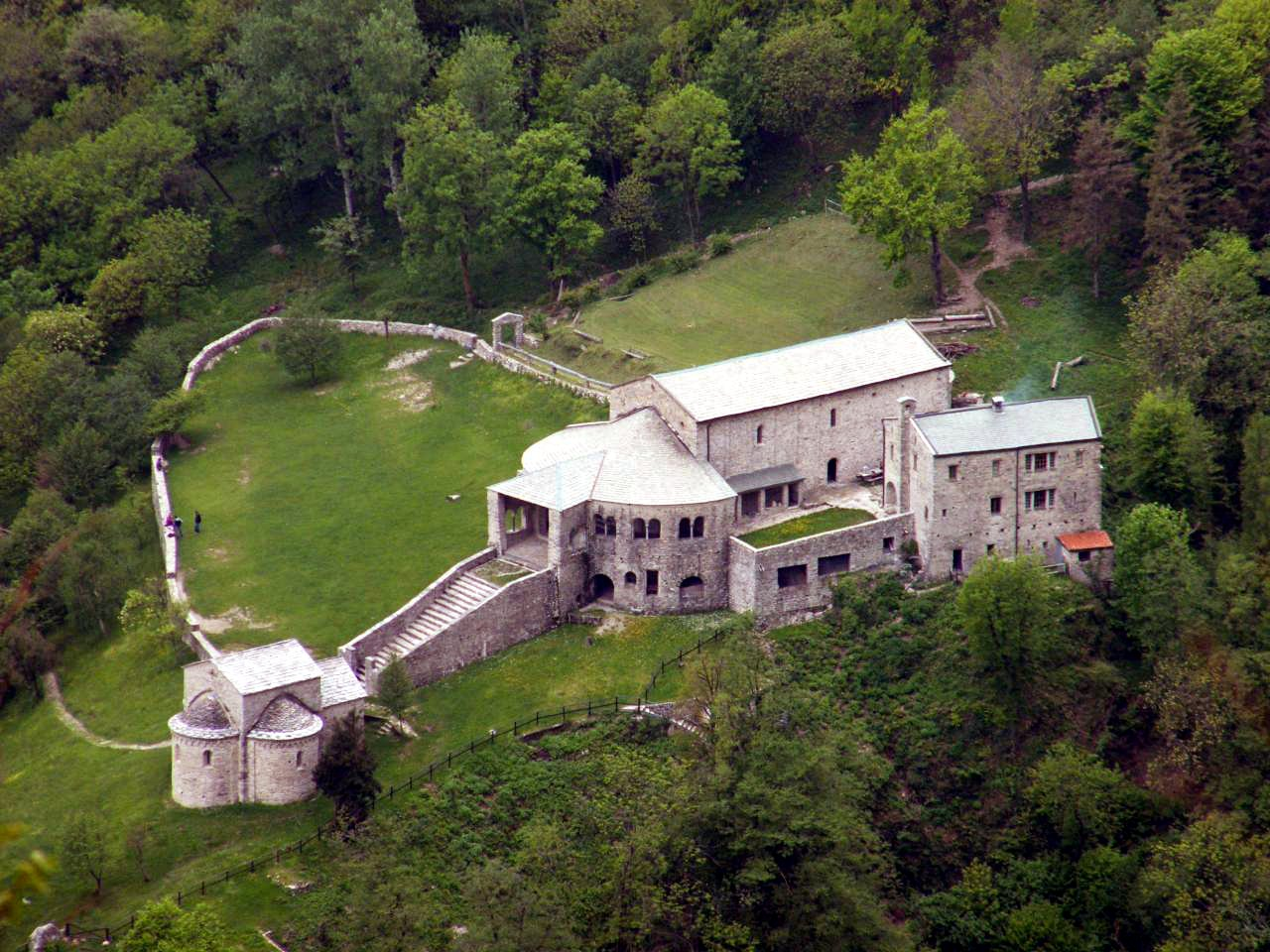
Complesso architettonico di San Pietro al Monte a Civate

Sono diversi gli spunti, artistici, culturali e paesaggistici, della provincia di Lecco. Perno di questo territorio è ovviamente il capoluogo, la città manzoniana nei cui dintorni si può passeggiare alla scoperta dei luoghi che ispirarono il grande letterato milanese nella stesura di uno dei principali romanzi della storia della letteratura italiana: I promessi sposi.

Oltre al celebre itinerario manzoniano che offre il capoluogo la provincia possiede molte proposte di particolare interesse. Tra queste le principali attrazioni sono:
- Bellano - gola dell'Orrido di Bellano, Chiesa parrocchiale e centro storico
- Calolziocorte - Monastero di Santa Maria del Lavello
- Cassago Brianza - Mausoleo Visconti di Modrone
- Civate - Abbazia di San Pietro al Monte
- Colico - Forte Montecchio Nord, Forte di Fuentes, Torre di Fontanedo e Abbazia di Piona
- Dervio - testimonianze medievali in frazione Corenno Plinio (castello comitale e chiesa)
- Galbiate - Villa Ballabio Bertarelli
- Imbersago - Santuario della Madonna del Bosco e Traghetto di Leonardo
- Lecco - itinerario manzoniano; mura di Lecco; borgo dei pescatori a Pescarenico
- Lierna - borgo di Castello
- Malgrate - architetture moderne del lungolago e borgo antico
- Mandello del Lario - Porta di Prada; un arco naturale di roccia
- Mandello del Lario - Torre del Barbarossa nella frazione di Maggiana
- Montevecchia - Santuario della Beata Vergine del Carmelo
- Olginate - frazione della città fantasma di Consonno, Monastero di Santa Maria la vite
- Oggiono - Antico Battistero romanico, testimonianze medievali e rinascimentali
- Paderno d'Adda - Ponte San Michele
- Valmadrera - Monumento naturale regionale del Sasso di Preguda
- Valvarrone - Museo Cantar di Pietra
- Varenna - pittoresco borgo di pescatori sul lago di Como
- Vendrogno - Museo del latte e della storia della Muggiasca e undici Chiese storiche
- Vercurago - Sacro Monte di Somasca e castello dell'Innominato

## Società

### Evoluzione demografica
La popolazione della Provincia di Lecco è in continua crescita, non per un comune saldo naturale tra nati e morti, ma per l'alta immigrazione da altri comuni o da altri stati. Basti pensare che nel 2001 la popolazione era di 311 000 abitanti ed è ora di 337 256, oltre 25 000 abitanti in più. I comuni sono 84, e solo sei di essi superano i 10 000 abitanti. La Provincia è quindi caratterizzata da un'altissima frammentazione amministrativa in Comuni, soprattutto nella Brianza Lecchese, dotati di un'estensione territoriale minima, in alcuni casi inferiore ai 2 km². Questo determina, tra l'altro, un marcato disordine urbanistico, in particolare nell'agglomerazione urbana monocentrica di Lecco.

La provincia, con 418,63 abitanti/km², è undicesima in Italia (considerando anche le città metropolitane) per densità di popolazione.

### Comuni più popolosi

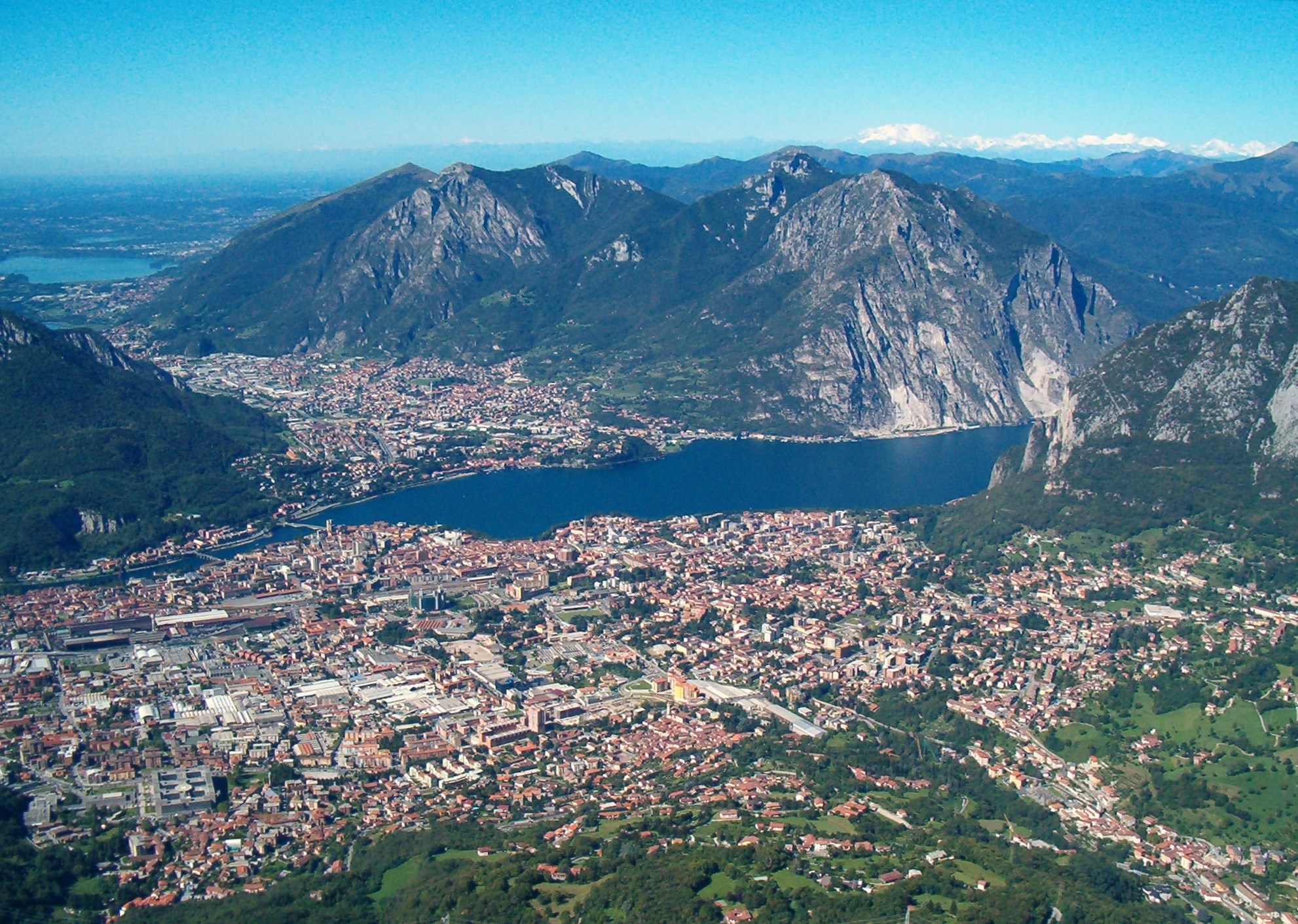
Lecco e Valmadrera visti dai Piani d'Erna

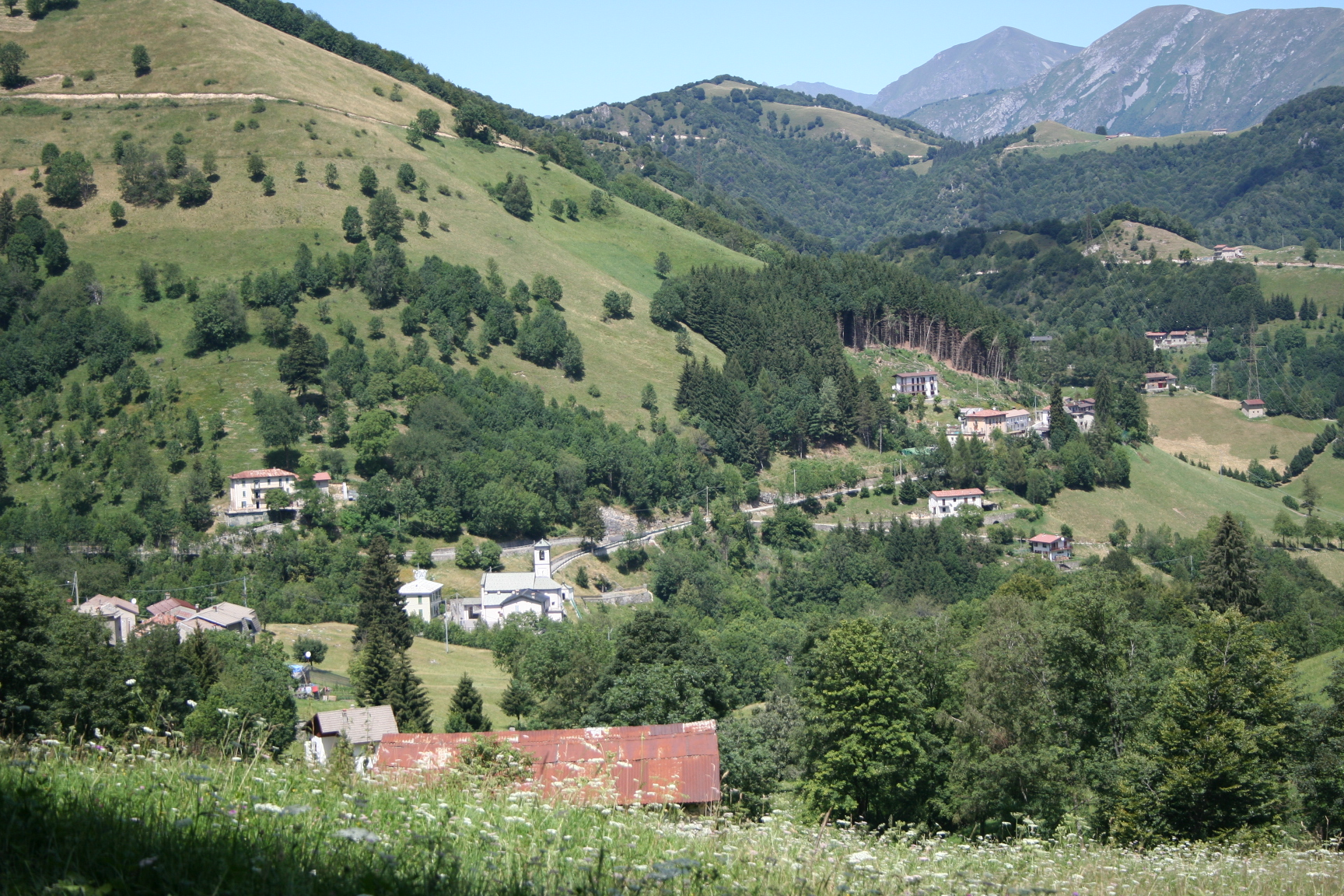
Morterone

Di seguito è riportata la lista dei dieci comuni più popolosi della provincia di Lecco:
| #  | Comune             | Abitanti | Superficie (km²) | Densità (ab./km²) | Altitudine (m s.l.m.) |
| -- | ------------------ | -------- | ---------------- | ----------------- | --------------------- |
| 1  | Lecco              | 47 181   | 45,14            | 1045              | 214                   |
| 2  | Merate             | 14 854   | 11,06            | 1343              | 292                   |
| 3  | Calolziocorte      | 13 605   | 9,10             | 1495              | 210                   |
| 4  | Casatenovo         | 13 251   | 12,66            | 1047              | 356                   |
| 5  | Valmadrera         | 11 342   | 12,60            | 900               | 237                   |
| 6  | Mandello del Lario | 9 945    | 43,33            | 230               | 200                   |
| 7  | Oggiono            | 9 206    | 7,96             | 1157              | 268                   |
| 8  | Missaglia          | 8 971    | 11,52            | 779               | 326                   |
| 9  | Galbiate           | 8 445    | 15,64            | 540               | 371                   |
| 10 | Colico             | 8 198    | 35,06            | 234               | 218                   |

### Comune meno popolato
Il comune di Morterone, situato ad oltre 1000 metri s.l.m. alle pendici del monte Resegone, con i suoi 29 abitanti residenti al 31 agosto 2020, è il comune italiano con il minor numero di abitanti. Pur non essendo mai stato un comune di grandi dimensioni, Morterone ha visto un forte ridimensionamento dei suoi residenti nel corso dei decenni del secondo dopoguerra, durante i quali, i circa 400 abitanti degli anni '30 sono drasticamente diminuiti a partire dagli anni '50 fino al raggiungimento degli abitanti attuali agli inizi del 1980. Nonostante lo spopolamento delle località montane sia stato un fenomeno piuttosto diffuso nell'epoca, Morterone ha sempre cercato di mantenere la sua identità con le storiche attività legate alle attività montane come lallevamento, la pastorizia, e la raccolta del legname cedendo pian piano ad attività più moderne collegate al turismo. 

### Comuni alle estremità geografiche
| Stemma | Comune        | Estremità geografica |
| ------ | ------------- | -------------------- |
|        | Colico        | Nord                 |
|        | Verderio      | Sud                  |
|        | Moggio        | Est                  |
|        | Costa Masnaga | Ovest                |

### Etnie e minoranze straniere
Al 31 dicembre 2018 i cittadini stranieri residenti in provincia sono 28 108. Le dieci comunità più consistenti di residenti stranieri in provincia al 31 dicembre 2018 sono le seguenti:
- Marocco, 3 913
- Romania, 3 843
- Albania, 2 504
- Senegal, 2 140
- Costa d'Avorio, 999
- Kosovo, 905
- Egitto, 901
- Perù, 822
- Ucraina, 817
- Moldavia, 752

fonte ISTAT

### Lingue e dialetti
I dialetti parlati in Provincia di Lecco appartengono al gruppo lombardo occidentale o Insubre. Il dialetto Lecchese di città è una variante del Milanese, molto simile sia per la grammatica che per la pronuncia ed il vocabolario, esso è parlato nel circondario di Lecco. Nella Brianza Lecchese è più diffuso il Brianzolo (dialetto Lecchese-Comasco-Monzese). Nella Valsassina, la parlata locale è decisamente più gutturale, con delle varianti nell'abitato di Premana. Nella Valle San Martino è parlato il dialetto bergamasco, una variante appartenente al ramo orientale della lingua lombarda, che si è diffuso grazie al legame di lunga data che lega la Valle a Bergamo (le parlate locali nella zona occidentale della Valle tuttavia risentono della vicinanza a Lecco e di conseguenza il vernacolo locale presenta delle affinità con il dialetto lecchese del quale riprende diverse parole).

### Religione
Nella giurisdizione ecclesiastica della Chiesa cattolica, la maggior parte del territorio della provincia di Lecco ricade nell'arcidiocesi di Milano e segue il rito ambrosiano. Vi sono tuttavia delle eccezioni particolari: alcune parrocchie che si affacciano sul lago di Como (Abbadia Lariana, Colico, Lierna, Mandello del Lario) sono di rito romano, e fanno parte della diocesi di Como; Oliveto Lario, invece, è un'entità amministrativa comunale che unisce tre località distinte: Vassena, Limonta ed Onno ed è diviso tra due diocesi diverse: l'Arcidiocesi di Milano e quella di Como. Mentre Vassena fa parte della diocesi di Como e segue il rito romano, Onno e Limonta appartengono all'arcidiocesi di Milano e seguono il rito ambrosiano; le parrocchie di Civate e Varenna seguono il rito romano pur appartenendo all'Arcidiocesi di Milano; mentre le parrocchie di Calolziocorte, Carenno, Erve, Monte Marenzo e Vercurago, pur essendo di rito ambrosiano appartengono al vicariato di Calolzio-Caprino, che fa capo alla diocesi di Bergamo.

### Tradizioni e folclore
- Pesa vegia

è una rievocazione storica durante la quale viene riproposto l'evento che avvenne a Bellano 8 gennaio 1862 dove, in seguito all'Unità d'Italia il prefetto di Como intimò ai sindaci della provincia (a cui Bellano apparteneva) di imporre il sistema metrico decimale a partire dal 1º gennaio 1862. I cittadini bellanesi cercarono di ottenere una proroga e inviarono quattro delegati in barca a Como per trattare.
- 4 lati di cielo

è un evento di grande richiamo promosso nel mese di maggio nel comune di Galbiate dove, in un'atmosfera evocativa, vengono animati i vicoli del centro storico oltre all'apertura di ville, cantine e cortili privati vivacizzati da musica, danza, prodotti tipici e valorizzazione di alcuni antichi mestieri.
- Colico in cantina

è un evento enogastronomico svolto nella frazione di Villatico ogni anno generalmente nel mese di giugno.
- Motoraduno internazionale Moto Guzzi

è un evento di forte richiamo internazionale svolto a settembre fra gli appassionati di motociclismo nella città di Mandello del Lario, sede storica del celebre stabilimento della Moto Guzzi.
- Corsa degli Scigamatt

è una gara podistica di grande richiamo disputata su un percorso ad ostacoli di 14 km in un terreno misto asfalto e sterrato fra le mulattiere e le vie del capoluogo caratterizzato dalla presenza di numerosi intralci naturali quali gradoni, strettoie e fiumi da attraversare e artificiali come copertoni, getti di idranti, reti e balle di fieno che si disputa fra i rioni di Lecco nel mese di settembre.
- Festa delle corti di Garlate

è un rinomato evento svolto nel mese di settembre volto a valorizzare le tradizioni culturali ed enogastronomiche del territorio con un programma ricco di intrattenimenti di vario tipo svolti nel centro storico del paese all'interno degli antichi cortili privati di numerose residenze ognuna delle quali offre un programma differente.

### Istituzioni, enti e associazioni

#### Enti e associazioni
La provincia di Lecco è ricca di circoli culturali, associazioni e organizzazioni di cooperazione allo sviluppo che operano nel territorio promuovendo conferenze, convegni, mostre, proiezioni cinematografiche, corsi, spettacoli teatrali e musicali. Tra di essi i principali sono:
- Ente Lecchese Turismo Manifestazioni[19]
- Associazione LGBT "Renzo e Lucio"[20]
- Associazione "Les Cultures"[21]
- Associazione "Appello per Lecco"[22]
- Associazione "Gruppo Astrofili DeepSpace Lecco"[23]
- Ragni di Lecco
- Società escursionisti lecchesi
- I Picétt del Grenta

#### Strutture sanitarie
Il più importante centro sanitario della provincia di Lecco è il nosocomio del capoluogo la cui azienda comprende altri due presidi.

- Ospedale Alessandro Manzoni di Lecco;
  - Ospedale San Leopoldo Mandic di Merate;
  - Ospedale Umberto I di Bellano;

### Qualità della vita

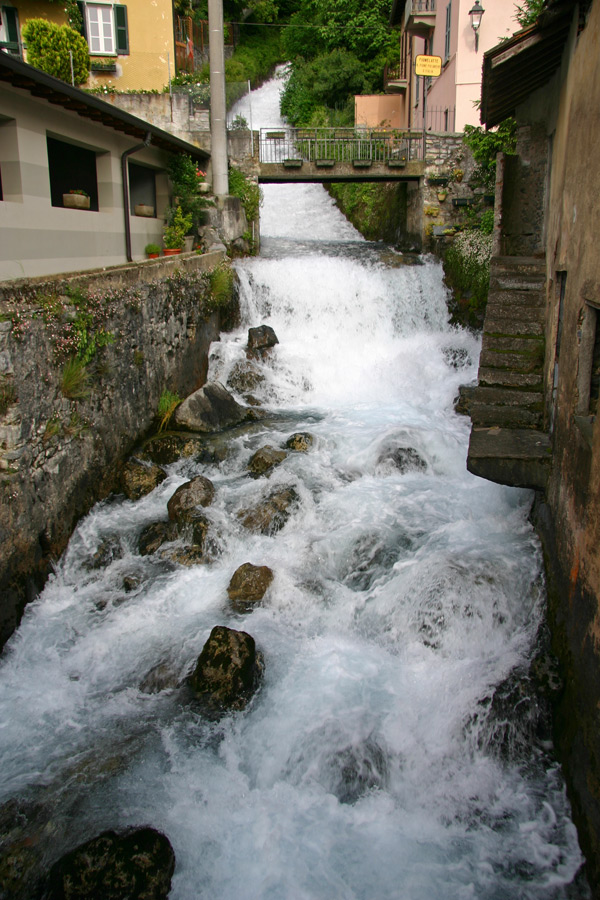
Il Torrente Fiumelatte a Varenna, considerato il fiume più corto d'Italia

Nella XXIX indagine annuale del quotidiano economico Il Sole 24 ore diffusa a dicembre 2018 sulla qualità della vita delle 107 province italiane, quella di Lecco è stata classificata al 12º posto collocandosi dopo Verbano-Cusio-Ossola e prima di Oristano con un punteggio finale di 545.8 punti conferendo il miglior piazzamento stabilito in classifica generale da quando si effettua l'indagine. In Lombardia ha ottenuto un punteggio superiore solo Milano conquistando per la prima volta in assoluto il gradino più alto del podio. Fra i vari indicatori suddivisi in 6 macroaree quelle che hanno maggiormente premiato l'area lecchese sono quelle relative ai parametri demografici e sociali e quelli legati alla giustizia e sicurezza dove in entrambi i casi il capoluogo ha ottenuto la 6ª posizione in classifica; più penalizzante è invece, come in passato, la sfera della cultura e del tempo libero (78ª posizione); riguardo ai temi ambientali e dei servizi risulta 48ª mentre nella sfera relativa all’economia e al lavoro si trova in 38ª posizione nonostante si trovi al settimo posto in Italia come tasso di occupazione. Gli altri dati positivi riguardano la speranza di vita media che si attesta a 83 anni (8ª posizione) così come il tasso di fecondità, ovvero il numero di figli per donna (1,5 il valore medio) che pone il capoluogo quarto in Italia, ma solo 24ª per tasso di natalità. Altre eccellenze riguardano il tasso di litigiosità (2ª posizione) e numero di acquisizioni della cittadinanza italiana (5ª posizione).
I risultati del XXIII rapporto sulla qualità della vita redatto da Italia Oggi in collaborazione con l'Università di Roma La Sapienza premiano Lecco collocando il capoluogo lariano al 32º posto nonostante abbia perso negli ultimi cinque anni la top ten della classifica. Per quanto concerne le posizioni nelle classifiche parziali emerge che il capoluogo si piazza in 16ª posizione (15ª nel 2020) per quanto riguarda il tasso di occupazione; riguardo l'ambiente la posizione ottenuta dalla raccolta differenziata colloca Lecco al 30º posto (28ª nel 2020) ma 1ª per capacità di depurazione delle acque reflue; riguardo alla classifica sulla criminalità è 15ª nella classifica generale (16ª nel 2020) e fra le prime posizioni in tutte le sottocategorie ad eccezione di quella riguardante in furti in appartamento dove si conferma in 90ª posizione (96ª nel 2020). Riguardo al tenore di vita Lecco si classifica nelle prime posizioni per retribuzione media annua e importo medio delle pensioni.
| Anno | Qualità della Vita (Sole 24 Ore) Dato riferito alla provincia | Ecosistema Urbano (Legambiente) | Qualità della Vita (Italia Oggi) Dato riferito alla provincia |
| ---- | ------------------------------------------------------------- | ------------------------------- | ------------------------------------------------------------- |
| 2004 | 21ª posizione                                                 | 4ª posizione                    | 19ª posizione                                                 |
| 2005 | 21ª posizione                                                 | 1ª posizione                    | 18ª posizione                                                 |
| 2006 | 27ª posizione                                                 | 3ª posizione                    | 9ª posizione                                                  |
| 2007 | 24ª posizione                                                 | 12ª posizione                   | 35ª posizione                                                 |
| 2008 | 58ª posizione                                                 | 30ª posizione                   | 35ª posizione                                                 |
| 2009 | 74ª posizione                                                 | 44ª posizione                   | 51ª posizione                                                 |
| 2010 | 51ª posizione                                                 | 79ª posizione                   | 28ª posizione                                                 |
| 2011 | 40ª posizione                                                 | 33ª posizione (città piccole)   | 23ª posizione                                                 |
| 2012 | 57ª posizione                                                 | 31ª posizione (città piccole)   | 26ª posizione                                                 |
| 2013 | 45ª posizione                                                 | 12ª posizione (città piccole)   | 11ª posizione                                                 |
| 2014 | 55ª posizione                                                 | 29ª posizione                   | 13ª posizione                                                 |
| 2015 | 45ª posizione                                                 | 14ª posizione                   | 12ª posizione                                                 |
| 2016 | 32ª posizione                                                 | 14ª posizione                   | 10ª posizione                                                 |
| 2017 | 33ª posizione                                                 | 58ª posizione                   | 5ª posizione                                                  |
| 2018 | 12ª posizione                                                 | 71ª posizione                   | 15ª posizione                                                 |
| 2019 | 30ª posizione                                                 | 61ª posizione                   | 18ª posizione                                                 |
| 2020 | 49ª posizione                                                 | 63ª posizione                   | 26ª posizione                                                 |
| 2021 | 25ª posizione                                                 | 64ª posizione                   | 32ª posizione                                                 |
| 2022 | 32ª posizione                                                 | 54ª posizione                   | 35ª posizione                                                 |

## Cultura

### Istruzione
A Lecco troviamo il campus del polo universitario (distretto distaccato del Politecnico di Milano - Facoltà di Ingegneria) realizzato nella sede del vecchio ospedale civico. Troviamo numerose scuole secondarie superiori (Licei e Istituti tecnici) sia nel capoluogo, che nella Brianza Lecchese (Oggiono, Merate, Casatenovo), che nell'Alto Lario Orientale (Colico) e nella Valle San Martino (Calolziocorte).
- Campus Universitario del Politecnico di Milano - Facoltà di Ingegneria

### Musei

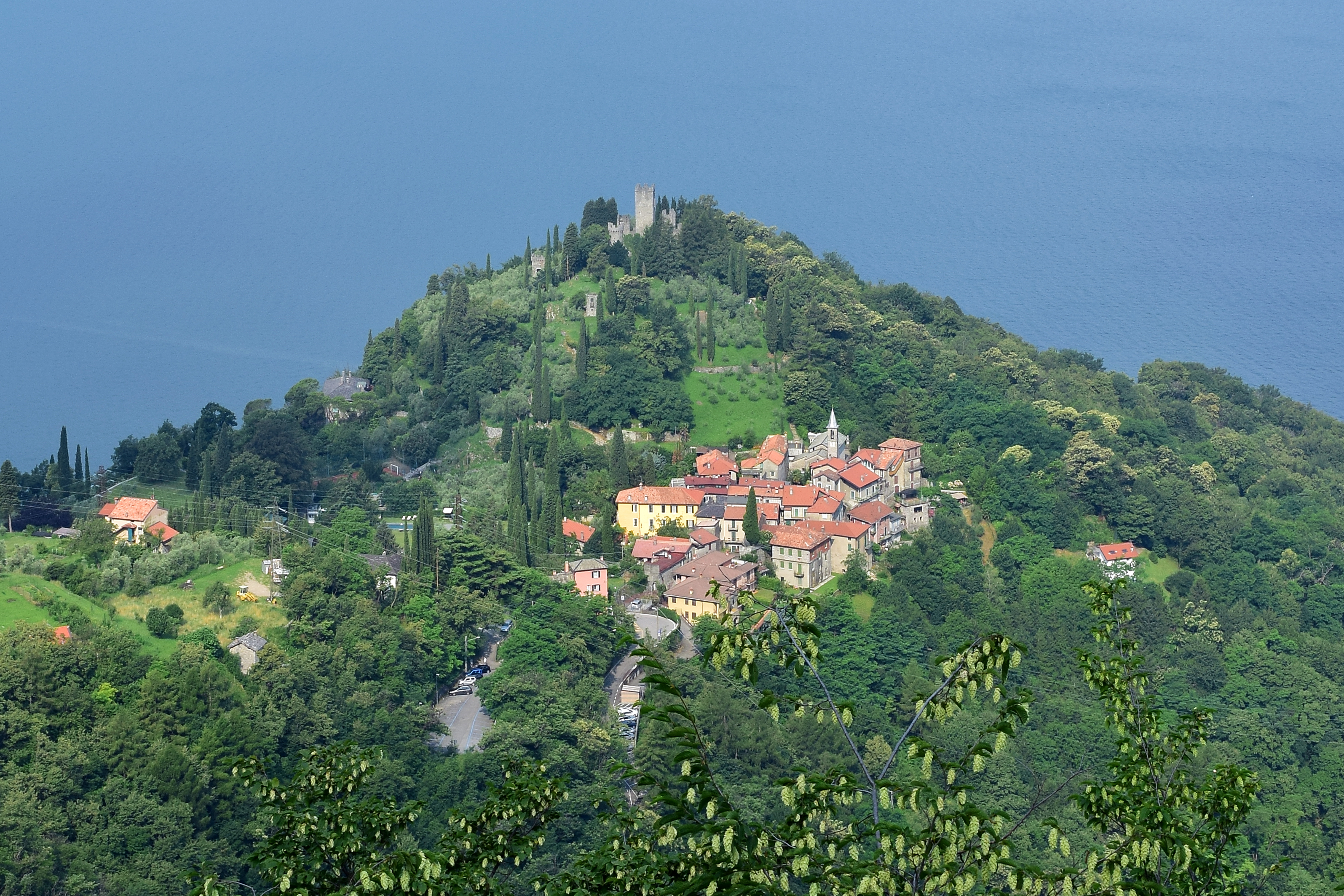
L'abitato di Perledo e sullo sfondo il castello di Vezio

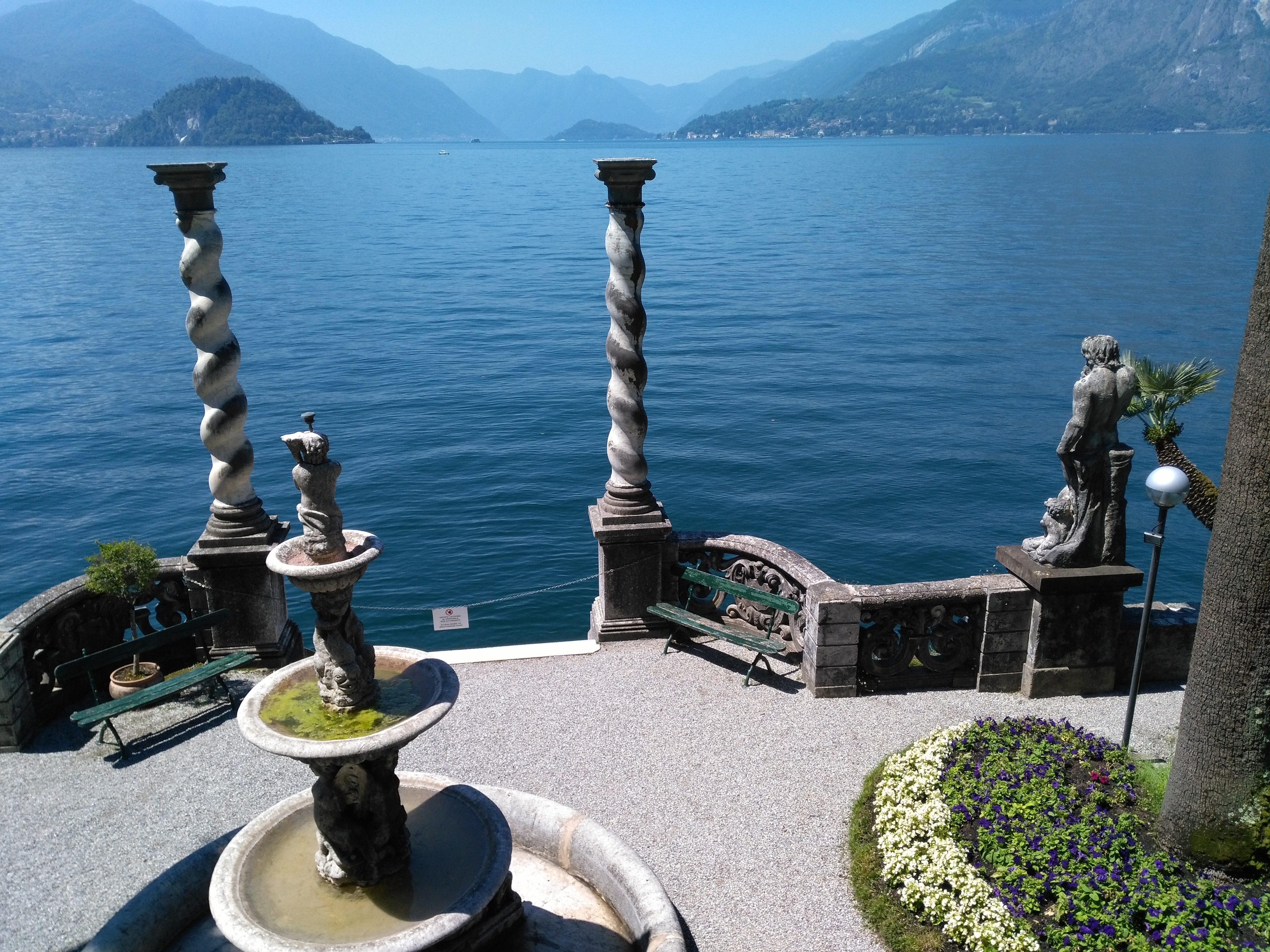
Giardino di Villa Monastero a Varenna

La storia e la cultura della provincia di Lecco, sono ben raccontate nei numerosi musei sparsi sul territorio:
- Lecco - Campanile di San Nicolò
- Lecco - Palazzo delle Paure che comprende al suo interno la galleria d'arte contemporanea e sezione di grafica e fotografia, l'osservatorio culturale della montagna e dell'alpinismo lecchese oltre ad esposizioni temporanee.
- Lecco - Torre Viscontea
- Lecco - Palazzo Belgiojoso che comprende al suo interno il civico museo archeologico, il museo storico, il museo di storia naturale e il planetario civico.
- Lecco - Villa Manzoni che comprende al suo interno il Museo manzoniano, la galleria comunale d'arte e la fototeca.
- Abbadia Lariana - Civico museo setificio Monti
- Abbadia Lariana - Museo minerario dei Piani Resinelli
- Barzio - Museo Medardo Rosso
- Bosisio Parini - Museo della casa natale di Giuseppe Parini
- Brivio - Castello
- Brivio - Museo della casa natale di Cesare Cantù
- Calolziocorte - Ecomuseo Val San Martino
- Colico - Forte Montecchio Nord e Forte di Fuentes
- Colico - Museo della cultura contadina
- Dervio - Castello di Orezia con torre dell'XI secolo
- Dervio - Castello in frazione Corenno Plinio
- Esino Lario - Museo delle Grigne
- Galbiate - Museo archeologico del monte Barro (MAB)
- Galbiate - Museo etnografico dell'Alta Brianza (MEAB)
- Garlate - Civico museo della seta Abegg
- Valvarrone, frazione di Introzzo - Ecomuseo della Valvarrone
- Mandello del Lario - Museo Moto Guzzi
- Merate - Osservatorio astronomico di Brera
- Osnago - Museo del presepe
- Paderno d'Adda - Ecomuseo Adda di Leonardo
- Perledo - Castello di Vezio
- Premana - Museo etnografico
- Valvarrone - Museo Cantar di Pietra
- Varenna - Museo ornitologico Luigi Scanagatta
- Varenna - Casa-museo ed orto botanico di Villa Monastero
- Vendrogno (Bellano) - Museo del Latte e della storia della Muggiasca (MUU)
- Vercurago - Rocca dell'Innominato

### Cucina
La cucina tipica è costituita soprattutto da cibi come la salsiccia e la polenta (oncia o taragna, entrambe ricche di formaggio locale). Sul lago non mancano piatti a base di pesce, come il persico (risotto con pesce persico), gli agoni o il lavarello. Altri piatti tipici e sostanziosi sono la Cassœula e la trippa (che si consumano alla vigilia di Natale). Sempre in riva al lago, favorito dal clima mite, si ha la produzione di un ottimo olio di oliva prodotto in particolare nella zona di Perledo mentre nella Val d'Esino si coltiva un tubero tutelato da un consorzio: la patata bianca di Esino. Per quanto riguarda i dolci, da ricordare la torta meascia, il paradell (dolce tipo frittella ricoperta di zucchero), i caviadini (biscotti di pasta frolla e zucchero a grani) e gli scapinàsch, ravioli dal ripieno dolce (uvette, ecc.), entrambi tipici della Valsassina. Enologicamente parlando, merita un cenno dovuto il nustranell, vino tipico della Val Curone. Dal 2008 i vini lecchesi, insieme a quelli comaschi, hanno ottenuto il riconoscimento della Indicazione Geografica Tipica "Terre Lariane"; il territorio enologico abbraccia le sponde del Lario a nord, spingendosi a sud fino alle colline di Montevecchia e della Valle del Curone.

## Geografia antropica

Mappa della Provincia di Lecco divisa in distretti:
Lario orientale
Valsassina
Lecco
Valle San Martino
Oggiono
Merate
Casatenovo

Lario orientale
     Valsassina
     Lecco
     Valle San Martino
     Oggiono
     Merate
     Casatenovo

### Comuni
Appartengono alla provincia di Lecco i seguenti 84 comuni:
- Abbadia Lariana
- Airuno
- Annone di Brianza
- Ballabio
- Barzago
- Barzanò
- Barzio
- Bellano
- Bosisio Parini
- Brivio
- Bulciago
- Calco
- Calolziocorte
- Carenno
- Casargo
- Casatenovo
- Cassago Brianza
- Cassina Valsassina
- Castello di Brianza
- Cernusco Lombardone
- Cesana Brianza
- Civate
- Colico
- Colle Brianza
- Cortenova
- Costa Masnaga
- Crandola Valsassina
- Cremella
- Cremeno
- Dervio
- Dolzago
- Dorio
- Ello
- Erve
- Esino Lario
- Galbiate
- Garbagnate Monastero
- Garlate
- Imbersago
- Introbio
- La Valletta Brianza
- Lecco
- Lierna
- Lomagna
- Malgrate
- Mandello del Lario
- Margno
- Merate
- Missaglia
- Moggio
- Molteno
- Monte Marenzo
- Montevecchia
- Monticello Brianza
- Morterone
- Nibionno
- Oggiono
- Olgiate Molgora
- Olginate
- Oliveto Lario
- Osnago
- Paderno d'Adda
- Pagnona
- Parlasco
- Pasturo
- Perledo
- Pescate
- Premana
- Primaluna
- Robbiate
- Rogeno
- Santa Maria Hoè
- Sirone
- Sirtori
- Sueglio
- Suello
- Taceno
- Valgreghentino
- Valmadrera
- Valvarrone
- Varenna
- Vercurago
- Verderio
- Viganò

### Distretti
La Provincia di Lecco è divisa in sette distretti o circondari:
- Lecco - 11 comuni
- Oggiono (o Brianza oggionese) - 13 comuni
- Meratese (o Brianza meratese) - 15 comuni
- Casatese (o Brianza casatese) - 12 comuni
- Valle San Martino - 8 comuni
- Valsassina - 15 comuni
- Lario orientale - 10 comuni

Questa suddivisione ricalca una suddivisione storico-geografica preesistente, salvo per il caso del Casatese che alcuni ritengono parte integrante del Meratese.
(Sono comuni della Brianza lecchese: Airuno, Annone di Brianza, Barzago, Barzanò, Bosisio Parini, Brivio, Bulciago, Calco, Casatenovo, Cassago Brianza, Castello di Brianza, Cernusco Lombardone, Cesana Brianza, Civate, Colle Brianza, Costa Masnaga, Cremella, Dolzago, Ello, Galbiate, Garlate, Garbagnate Monastero, Imbersago, La Valletta Brianza, Lomagna, Merate, Missaglia, Molteno, Montevecchia, Monticello Brianza, Nibionno, Oggiono, Olgiate Molgora, Olginate, Osnago, Paderno d'Adda, Robbiate, Rogeno, Santa Maria Hoè, Sirone, Sirtori, Suello, Valgreghentino, Verderio, Viganò).

## Economia

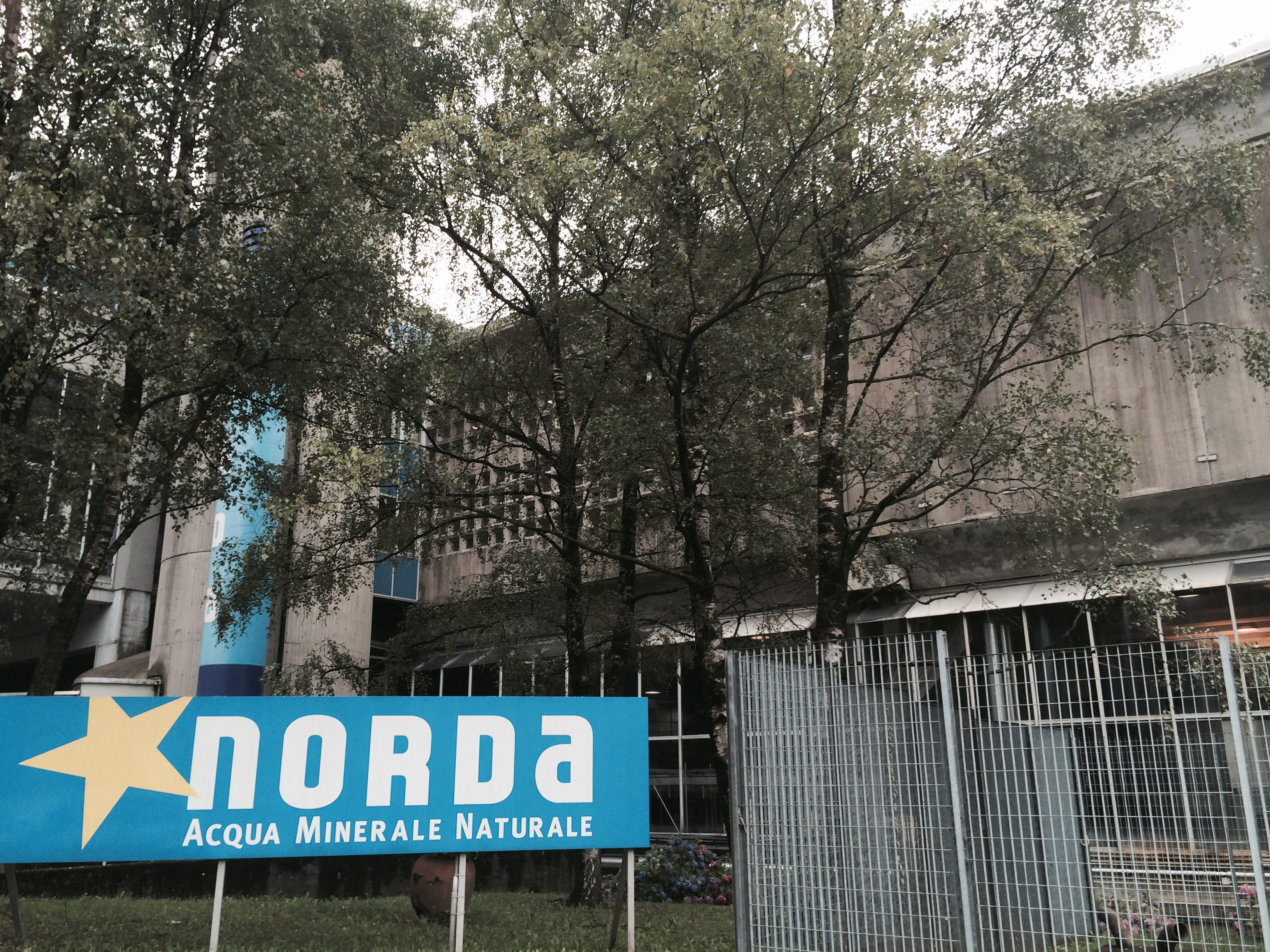
Stabilimento di imbottigliamento dell'acqua minerale Norda a Primaluna

Tutti i settori, primario, secondario e terziario sono molto sviluppati. Il primo, come d'altronde in quasi tutte le province italiane ha pochi addetti. Vengono prodotti soprattutto frutta e verdura, ma anche grano, frumento sebbene in minor parte. Sulle sponde del lago non è difficile incontrare inoltre uliveti e vigneti. Le risorse minerarie non sono numerose, anche se in Brianza e in Valsassina troviamo di frequente delle cave. L'allevamento di animali lo troviamo in tutto il territorio (bovino, ovino, avicolo, equino). Zone industriali si trovano in quasi tutti i comuni.

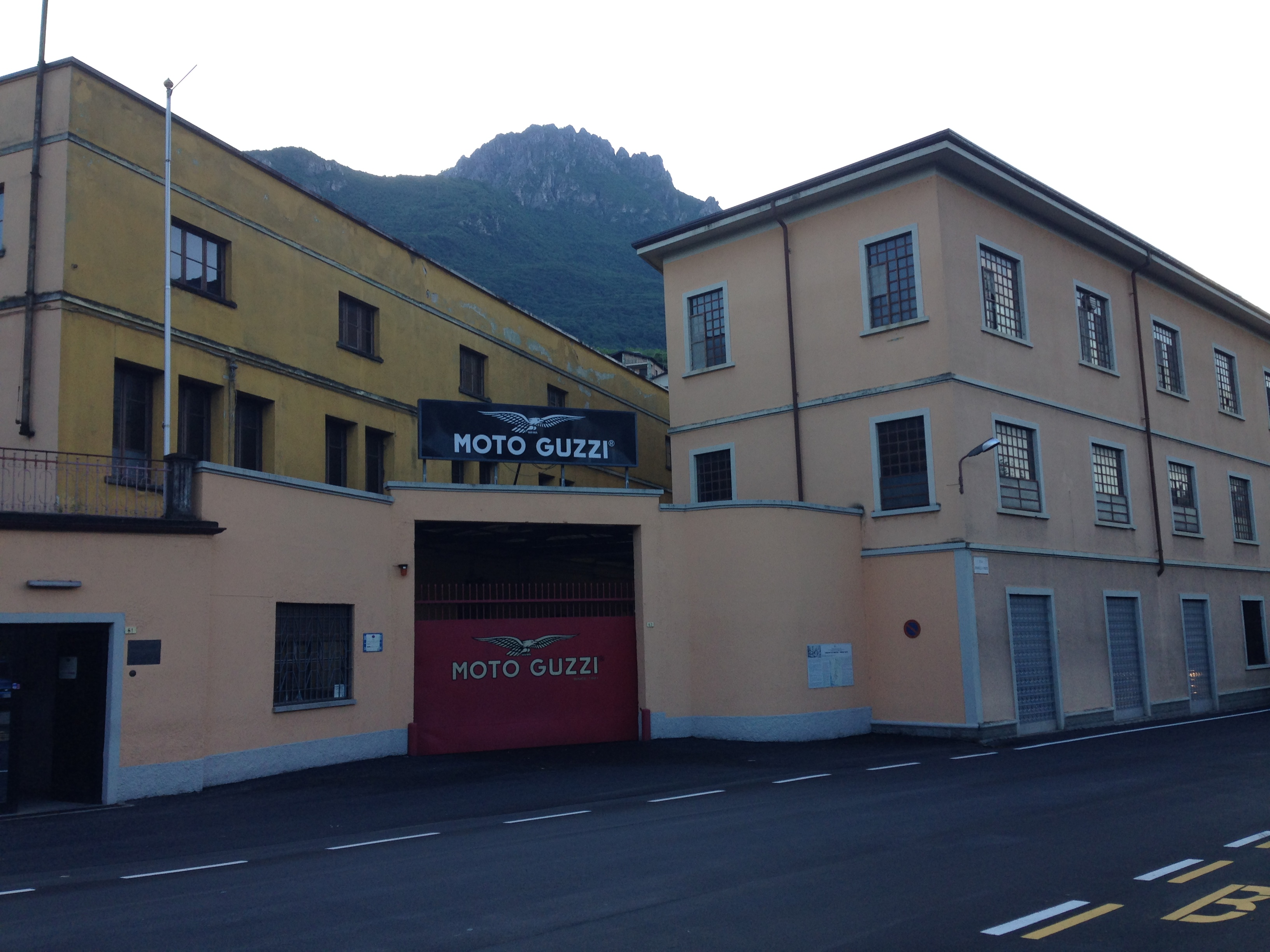
Stabilimento della Moto Guzzi a Mandello del Lario

Nel passato la provincia era molto ricca di industrie tessili tanto che parte dell'economia provinciale era gestita da esse. La presenza di filatoi e filande hanno caratterizzato fino a metà Ottocento la quasi totalità delle attività industriali lecchesi. A cavallo fra la fine dell'Ottocento e l'inizio del Novecento invece, nel territorio si affermò l'industria siderurgica in particolar modo nella zona del capoluogo dove fiorirono importanti aziende tanto da essere considerata una delle prime città industriali d'Italia con l'appellativo di città del ferro. In Valsassina, nella zona di Premana, la produzione del ferro è specializzata tuttora nell'artigianato delle forbici ancora fiorente a livello internazionale.
Il terziario, tra l'altro in costante espansione è dovuto in particolare modo ai servizi quali le banche. Il turismo non è molto sviluppato, tranne sul Lago di Como e nel capoluogo. L'economia del territorio riesce talvolta ad essere anche un motore trainante del turismo come nel caso della prestigiosa azienda motociclistica Moto Guzzi a Mandello del Lario che attira costantemente numerosi appassionati del settore organizzando altresì raduni di rilievo internazionale come quello che si svolge nel mese settembre nella località che, grazie ad essa, è conosciuta in tutto il mondo. 

### Turismo

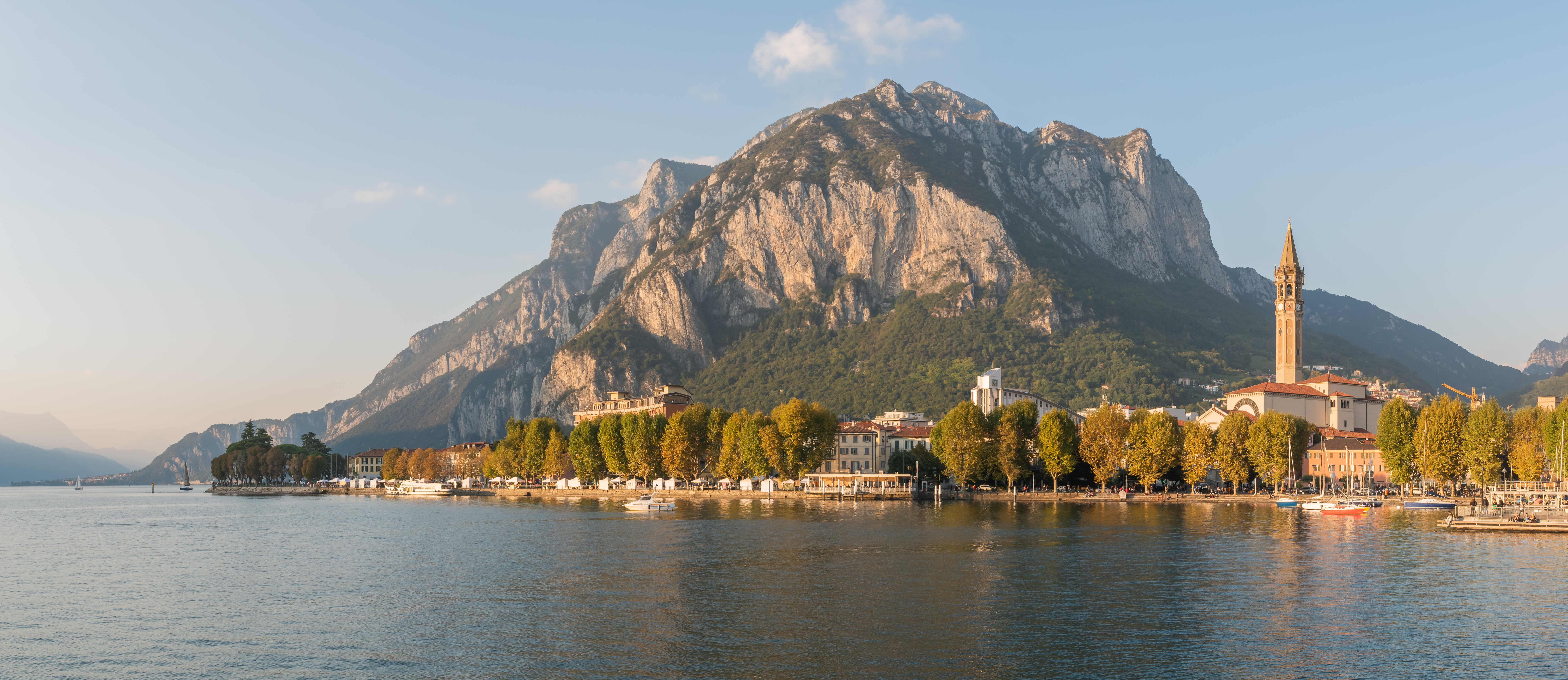
Vista del centro storico di Lecco

Le strutture ricettive alberghiere e non alberghiere in provincia di Lecco superano quota 2500 unità, confermando la tendenza ad un progressivo ampliamento dell’offerta turistico-ricettiva nel territorio. Il dato emerge dal report elaborato dall'ente Provincia. Si tratta di una crescita rilevante con una tendenza in positivo dovuta principalmente alle nuove attività ricettivie di case e appartamenti per vacanze e di locazioni turistiche.
Attualmente la capacità ricettiva del territorio annovera 80 esercizi alberghieri con circa 3000 posti letto e 2420 esercizi non alberghieri con 21300 posti letto. Delle 2500 strutture ricettive presenti sul territorio lecchese, per complessivi 24300 posti letto, le 80 attività alberghiere offrono circa 3000 posti letto, mentre gli esercizi complementari (campeggi, locande, foresterie, case e appartamenti per vacanze imprenditoriali, rifugi alpinii, case per ferie, ostelli, agriturismi) sono arrivati a 610 unità con circa 12500 posti letto; l’offerta ricettiva extra-alberghiera può contare su ben 1810 unità, con 8800 posti letto: sono 1150 le case e appartamenti per vacanze non imprenditoriali, 485 le locazioni turistiche non imprenditoriali e 175 i Bed and breakfast.

## Infrastrutture e trasporti

### Strade extraurbane

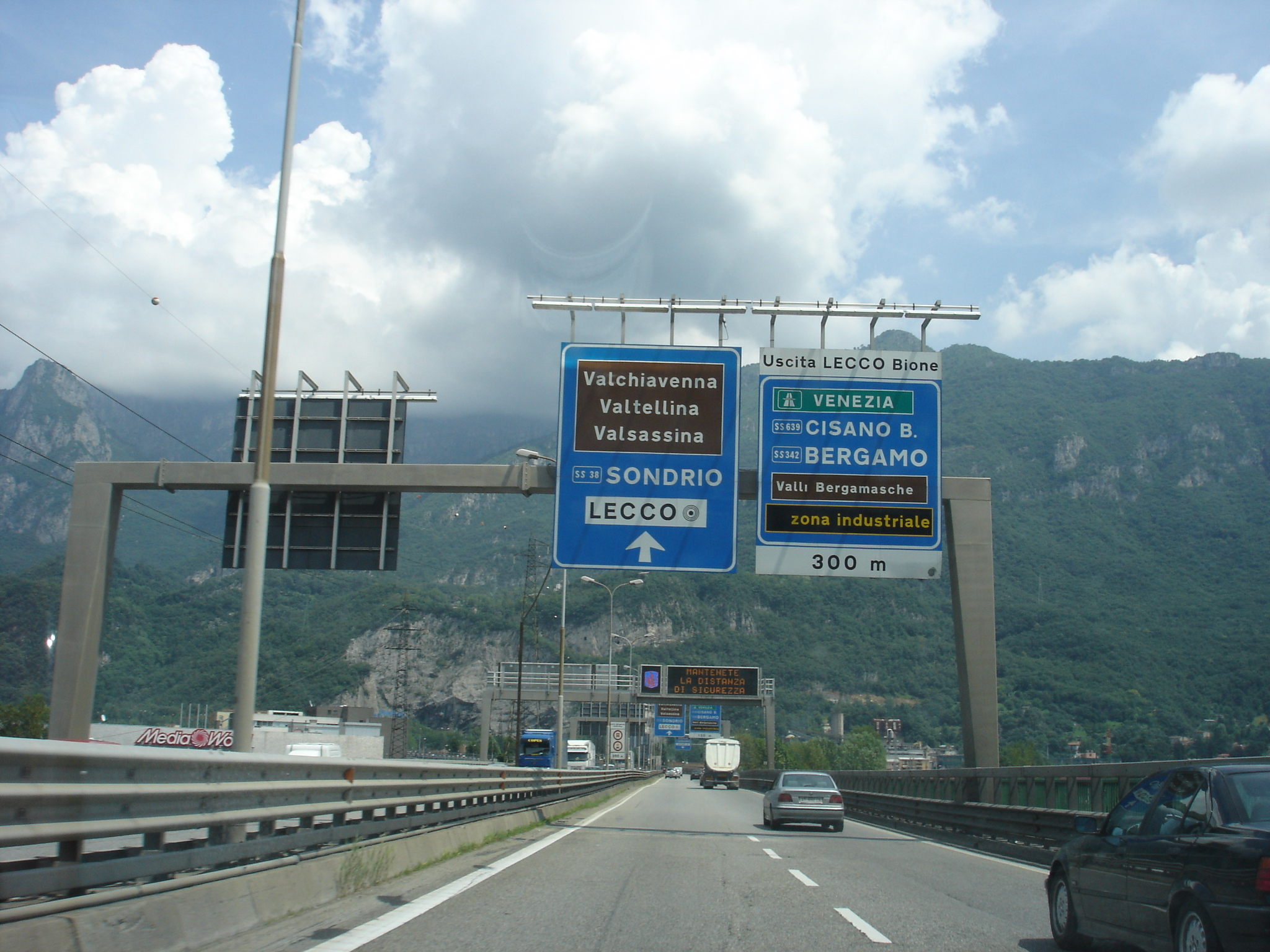
Cartello Stradale sulla SS36 a Lecco

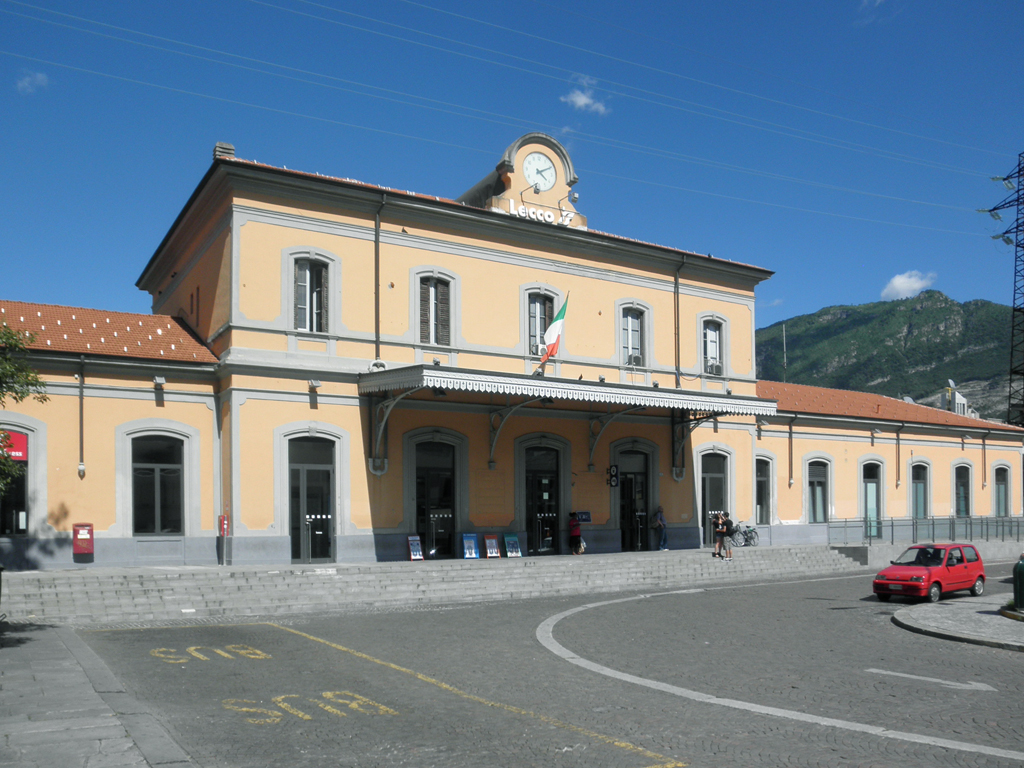
Facciata della stazione ferroviaria di Lecco

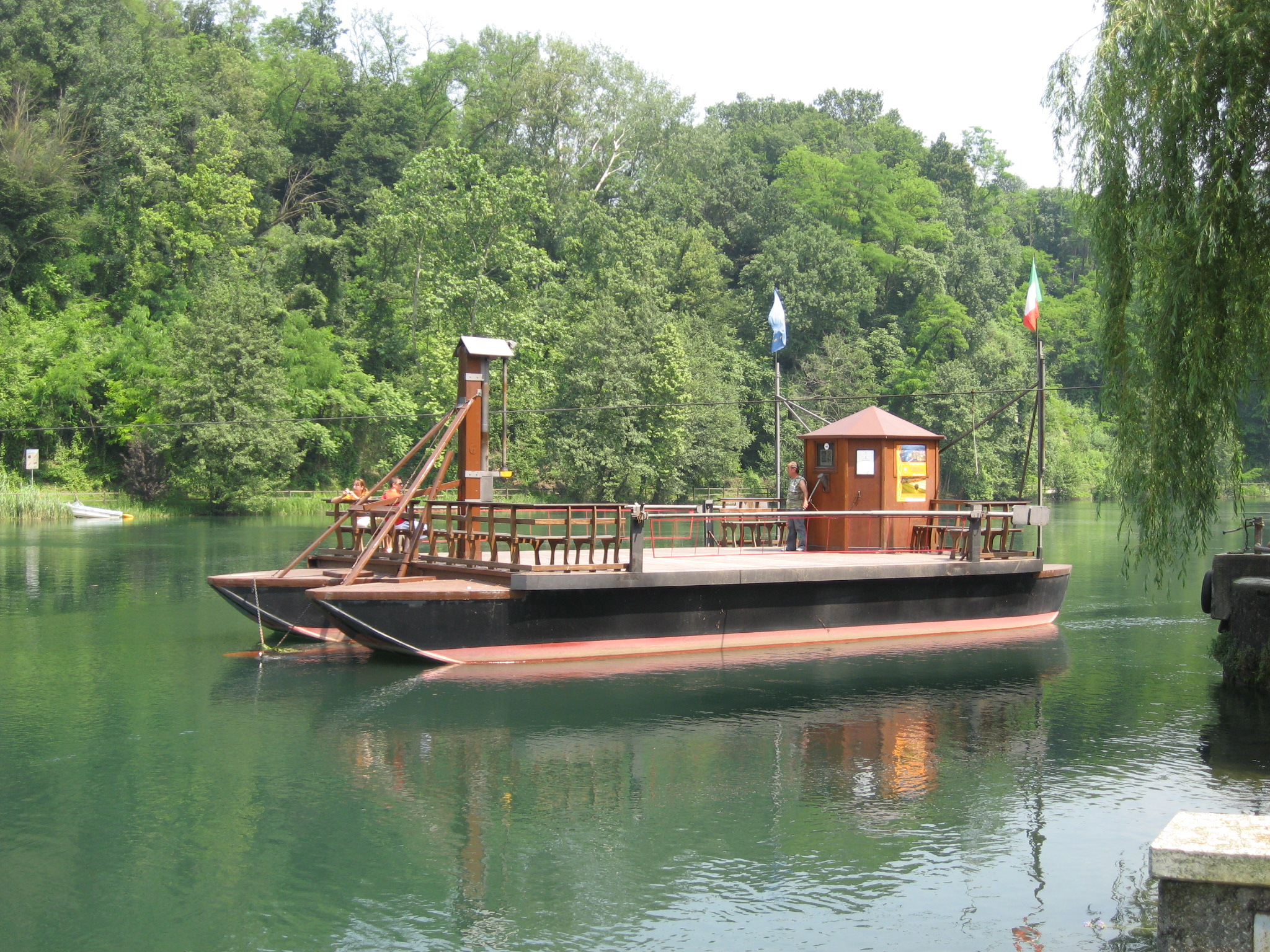
Il traghetto durante una traversata

La rete stradale, sebbene sprovvista di autostrade, è ben sviluppata.
Le strade statali che attraversano la Provincia sono:
- la Strada statale 36 del Lago di Como e dello Spluga, superstrada che collega il capoluogo con Milano e Monza a sud e la Valtellina e la Svizzera a nord;
- la Strada statale 36 racc è un percorso di 9 km di raccordo che collega Lecco a Ballabio in Valsassina;
- la Strada statale 342 Briantea, nel tratto fra Brivio e Nibionno collegandola con Bergamo e Como;
- la Strada statale 639 dei Laghi di Pusiano e di Garlate che collega Lecco a Bergamo e Como interessata da importanti lavori di riqualificazione tramite una variante in galleria fra il capoluogo e Calolziocorte;
- la Strada statale 583 Lariana nel tratto che collega Lecco a Bellagio.

Le principali strade provinciali sono:
- la SP62 della Valsassina;
- la SP72 del Lago di Como;
- la SP51 della Santa.

### Ferrovie
La rete ferroviaria è di 86 chilometri, suddivisa nelle linee:
- Ferrovia Como-Lecco, tra Casletto-Rogeno e Lecco;
- Lecco-Brescia, tra Lecco e Calolziocorte-Olginate;
- Lecco-Milano, tra Osnago e Lecco, 23 km;
- Milano-Monza-Molteno-Lecco, fino a Cassago-Nibionno-Bulciago;
- Tirano-Lecco, tra Lecco e Colico, 39 km.

Di questi 22 km sono a doppio binario, i restanti sono a binario semplice. Inoltre, 62 km sono elettrificati.
Le reti ferroviarie che attraversano la provincia sono gestite sia da Ferrovienord che Rete Ferroviaria Italiana mentre i treni regionali e suburbani sono gestiti da Trenord. In particolare, coinvolgono la provincia di Lecco le linee S7 ed S8 del Servizio ferroviario suburbano di Milano.
Nel capoluogo è presente la principale stazione del territorio, oltre ad un altro scalo ferroviario, denominato Lecco Maggianico, posta sulla linea per Bergamo e Milano.
Altre importanti stazioni della provincia sono:
- Calolziocorte-Olginate,
- Colico,
- Molteno.

### Navigazione
La navigazione pubblica sul lago Lario viene effettuata all'attualità con circa 30 imbarcazioni di vario genere.
Di particolare interesse è il Traghetto di Leonardo situato ad Imbersago, sulle rive del fiume Adda. L'unico esemplare di imbarcazione tuttora funzionante presumibilmente progettato da Leonardo da Vinci. Il traghetto unisce, mediante un cavo d'acciaio, i comuni di Imbersago e Villa d'Adda in provincia di Bergamo.

### Impianti a fune
- Funivia fra Lecco (località Versasio) e Piani d'Erna realizzata dalla Antonio Badoni nel 1965; fu completamente restaurata nel 2008[27]
- Funivia fra Moggio e Piani di Artavaggio entrata in funzione nel 2006 in sostituzione dell'impianto dismesso sei anni prima.
- Funivia fra Margno e Pian delle Betulle
- Cabinovia fra Barzio e i Piani di Bobbio

### Mobilità extraurbana
La rete dei trasporti interurbani fra il capoluogo ed il resto della provincia è gestita principalmente da SAL Lecco ad eccezione dei collegamenti con Bellagio e i comuni limitrofi al capoluogo operati da LineeLecco; entrambe le aziende sono parte del consorzio Lecco Trasporti.

I collegamenti con Como sono invece gestiti da ASF Autolinee che viene altresì interessata, nella zona brianzola, con le linee Como-Merate-Bergamo e Como-Casatenovo-Merate.
Fra il 1879 e il 1915 era in funzione una linea tranviaria a vapore che collegava Monza con i paesi dell'area collinare della Brianza orientale avente come capolinea prima Barzanò successivamente esteso ad Oggiono. A trazione elettrica era invece la linea interurbana che collegava Como a Lecco fra il 1928 al 1955

## Amministrazione

### Presidenti della provincia di Lecco
La presidente della provincia in carica è Alessandra Hofmann, sindaca di Monticello Brianza.

### Comunità Montane
Molti comuni dell'entroterra e della costa sono uniti in due comunità montane, create per valorizzare e preservare il loro territorio ricco di bellezza naturale. Queste comunità sono molto importanti in ambito provinciale, anzi talvolta sono quasi sostitute dirette della provincia stessa.
Esse sono:
| Denominazione                                                        | Zona geografica | Numero di comuni | Sede amministrativa | Sito istituzionale | Note |
| -------------------------------------------------------------------- | --- | ---------------- | ------------------- | ------------------ | --- |
| Comunità montana della Valsassina, Valvarrone, Val d'Esino e Riviera | Sponda lecchese dell'Alto Lario, Valsassina, Valvarrone e Val d'Esino                                                    | 28               | Barzio              | Sito ufficiale     | Dal 2011 è ente gestore del Parco regionale della Grigna Settentrionale                                                      |
| Comunità montana Lario Orientale - Valle San Martino                 | Sponda lecchese del ramo orientale del Lario, Alta Brianza, Valle San Martino e alcuni comuni della provincia di Bergamo | 26               | Galbiate            | Sito ufficiale     | Istituita nel 2008 dalla fusione della Comunità montana della Valle San Martino e dalla Comunità montana del Lario Orientale |

## Sport

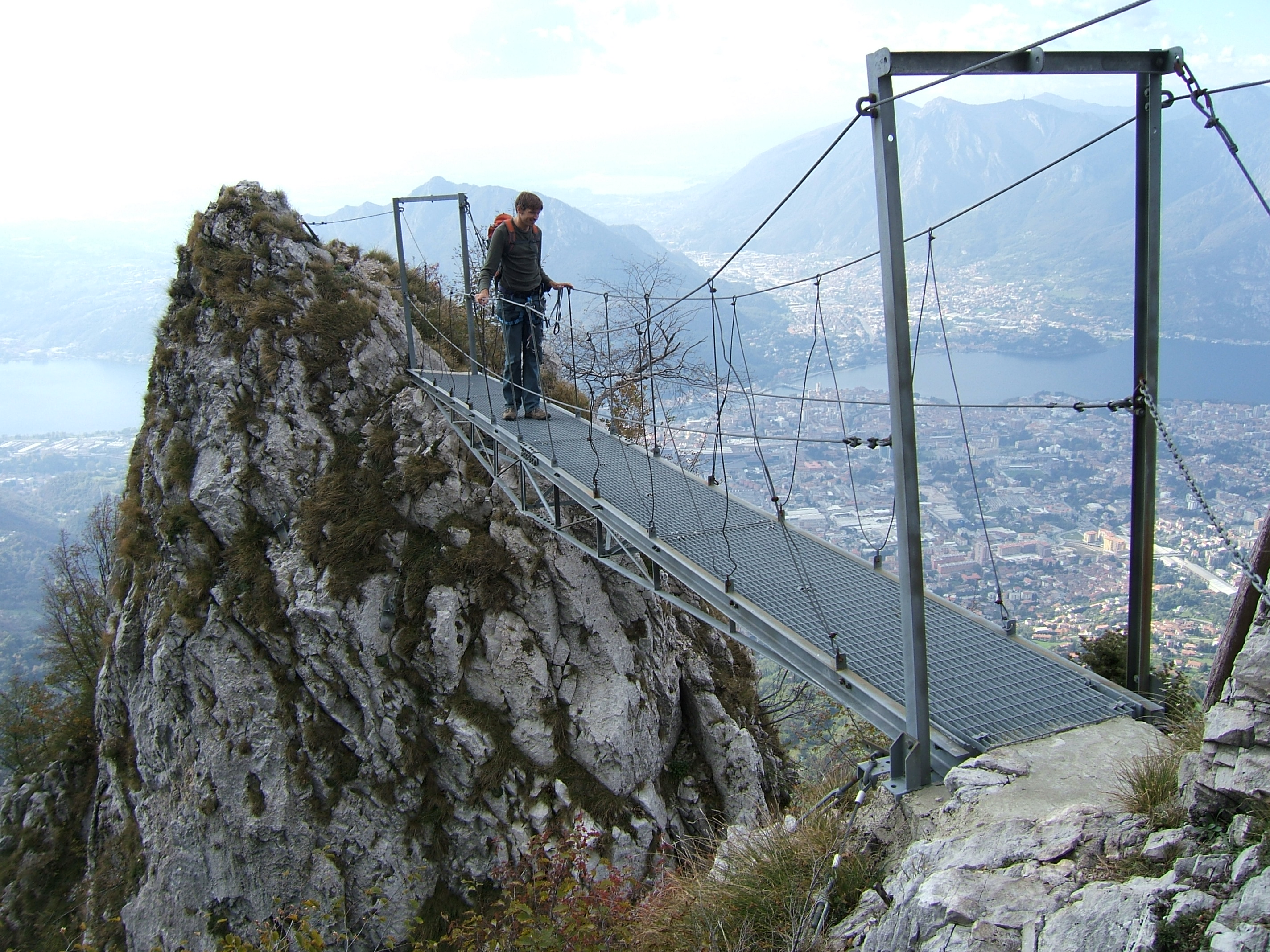
Ferrata Gamma Uno sul Resegone

Lo sport nella provincia di Lecco è da sempre legato alle peculiarità del suo territorio: la montagna e il lago.

### Sport di montagna
- Il gruppo dei Ragni di Lecco si occupa di spedizioni alpinistiche e attività legate alla valorizzazione della montagna sul territorio;
- Il gruppo Aeroclub Monte Cornizzolo si occupa di voli in parapendio e scuola di volo

### Sport acquatici
- La Società Canottieri Lecco, presente a Lecco dal 1895, si occupa degli sport acquatici come il nuoto, la canoa ed il canottaggio. È stata premiata nel dicembre 2014 dal Presidente del Consiglio Matteo Renzi con il collare d'oro al merito sportivo, la massima onorificenza conferita dal CONI alle società sportive.[29] Nelle sue file è cresciuto sportivamente il campione olimpico e portabandiera ai Giochi della XXIX Olimpiade Antonio Rossi.

### Sport di squadra
- Il Calcio Lecco 1912 è la principale squadra di calcio del territorio. Fondato nel 1912, vanta nella sua storia tre stagioni in Serie A e 12 partecipazioni in Serie B; nel campionato 2023/2024 militerà in Serie B;
- L'Olginatese è una squadra di calcio fondata nel 1922 ad Olginate; attualmente milita nel campionato di Eccellenza Lombardia
- L'A.S.D. Lecco Calcio a 5, fondata nel 2001, ha militato nel Campionato italiano di calcio a 5 in Serie A2[30] fino al 2015, autodeclassandosi in C1 al termine della stagione 2014/15;
- Il Rugby Lecco fu fondato nel 1975. Attualmente milita nel campionato di Serie B (promosso nella stagione 2007/2008);
- Il Basket Lecco, che militava nel campionato nazionale di Divisione Nazionale B (promosso nella stagione 2011/12);
- Nella pallavolo, la squadra della Picco Lecco ha trascorsi in Serie A e, dal 2010/11, è risalita nel campionato di Serie B2 femminile;
- Nel football americano la città viene rappresentata dai Commandos Lecco.[31]

### Ciclismo
Dal 1956 Lecco è stata sede di tappa in varie edizioni del Giro d'Italia mentre dal 2011 il capoluogo è stato la sede di arrivo di tre edizioni consecutive del Giro di Lombardia.

## Galleria d'immagini

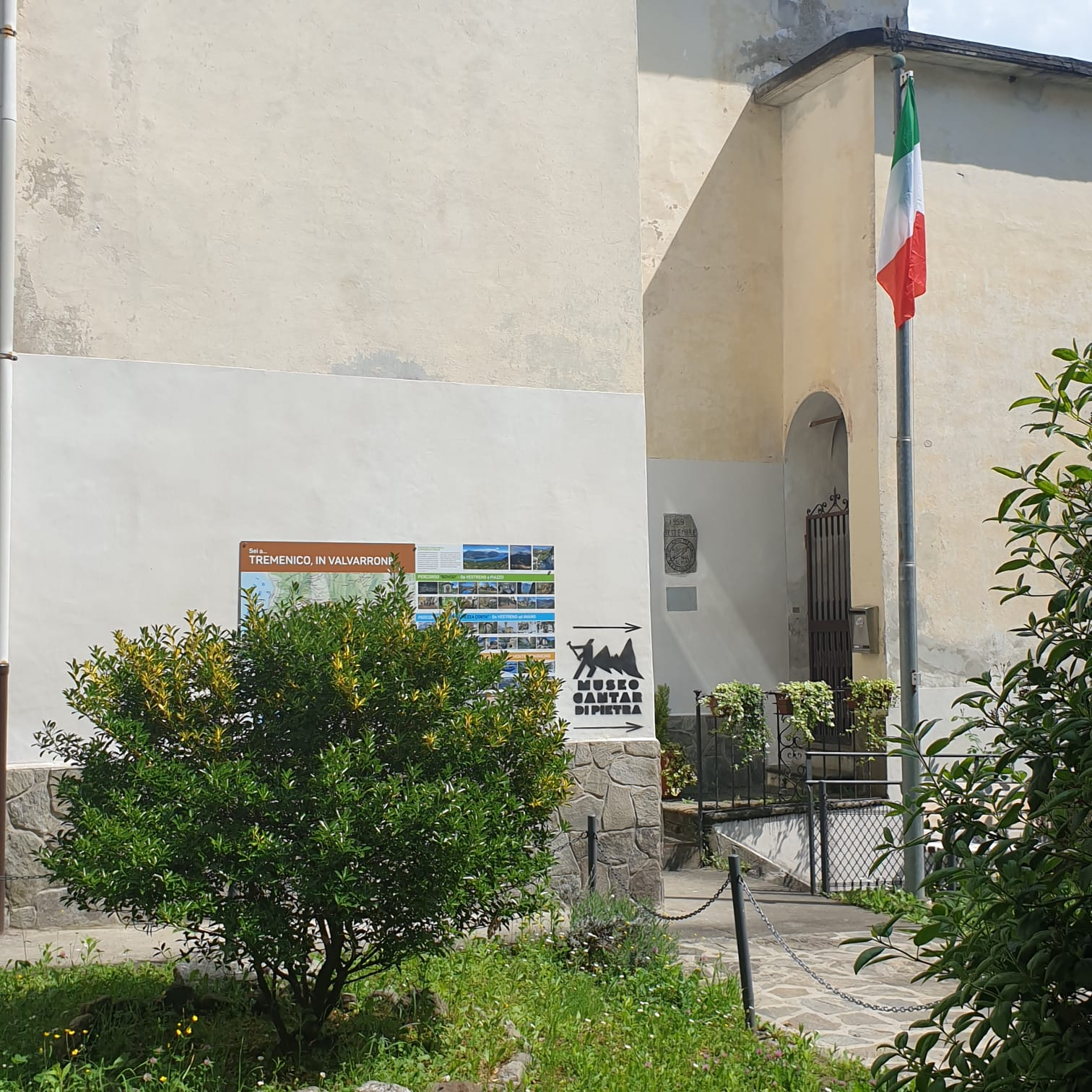
Museo Cantar di Pietra (Valvarrone, frazione Tremenico)

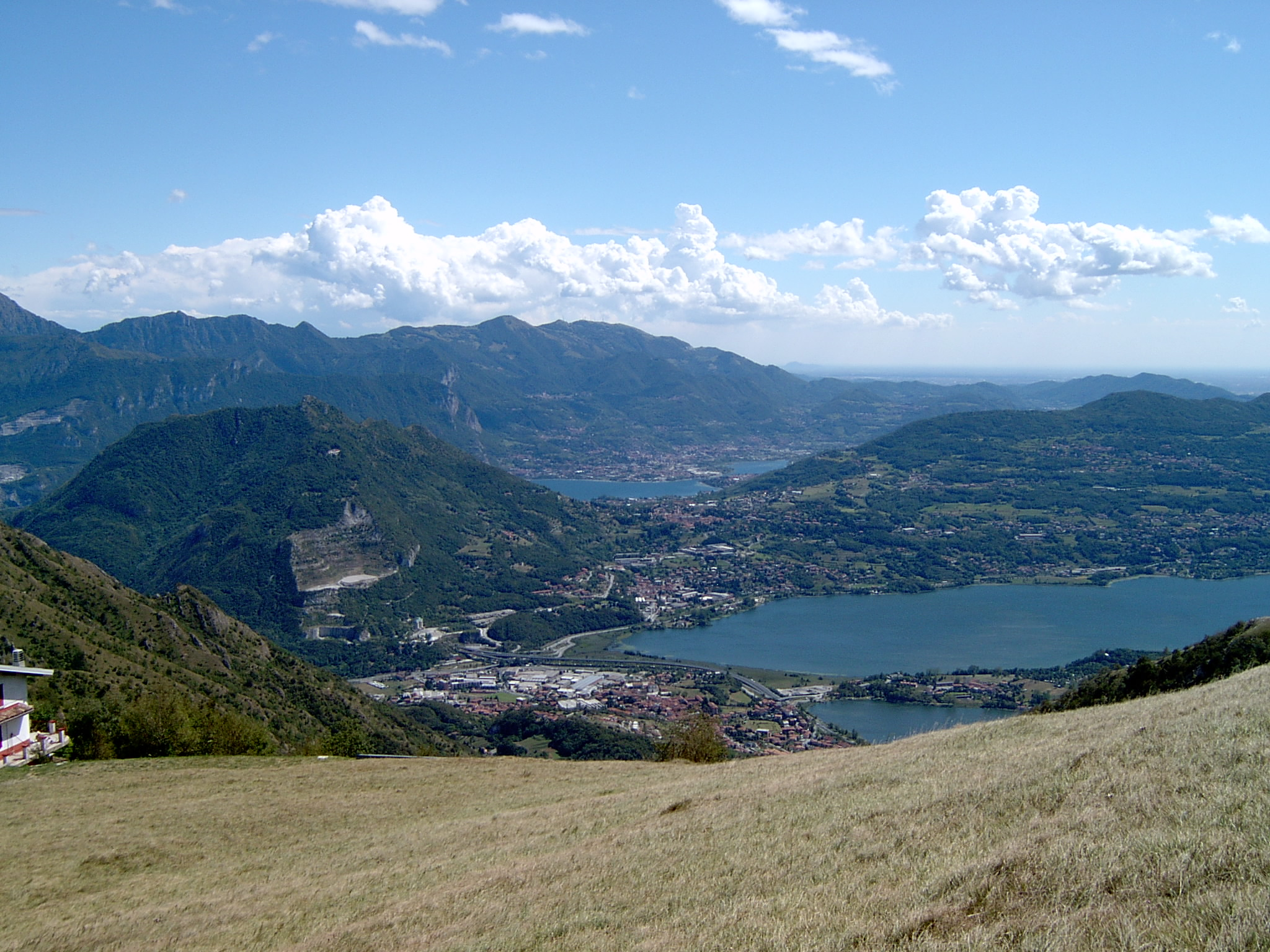
Vista della Provincia dal Cornizzolo
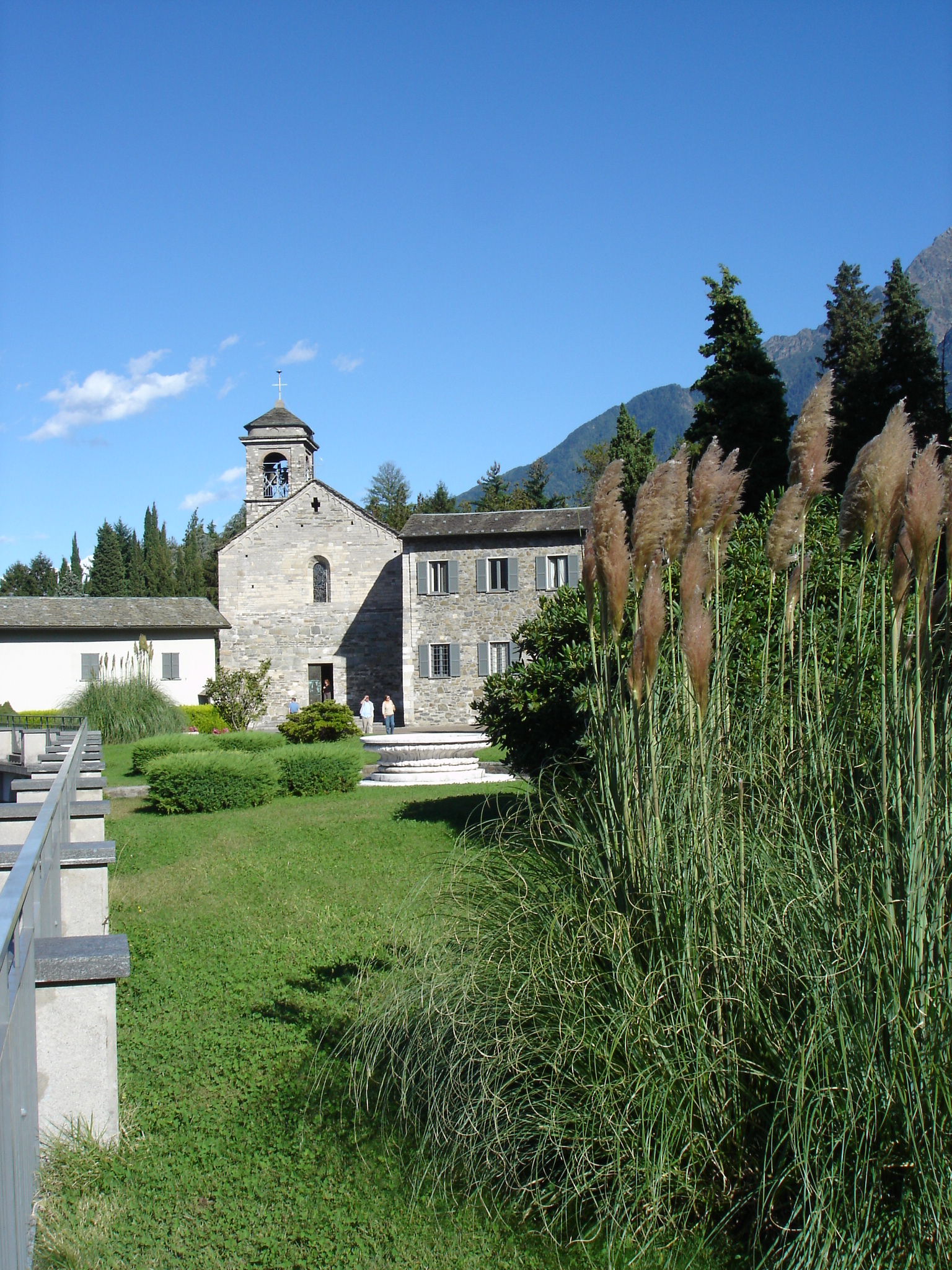
L'Abbazia di Piona, presso il Lago di Como, nel comune di Colico
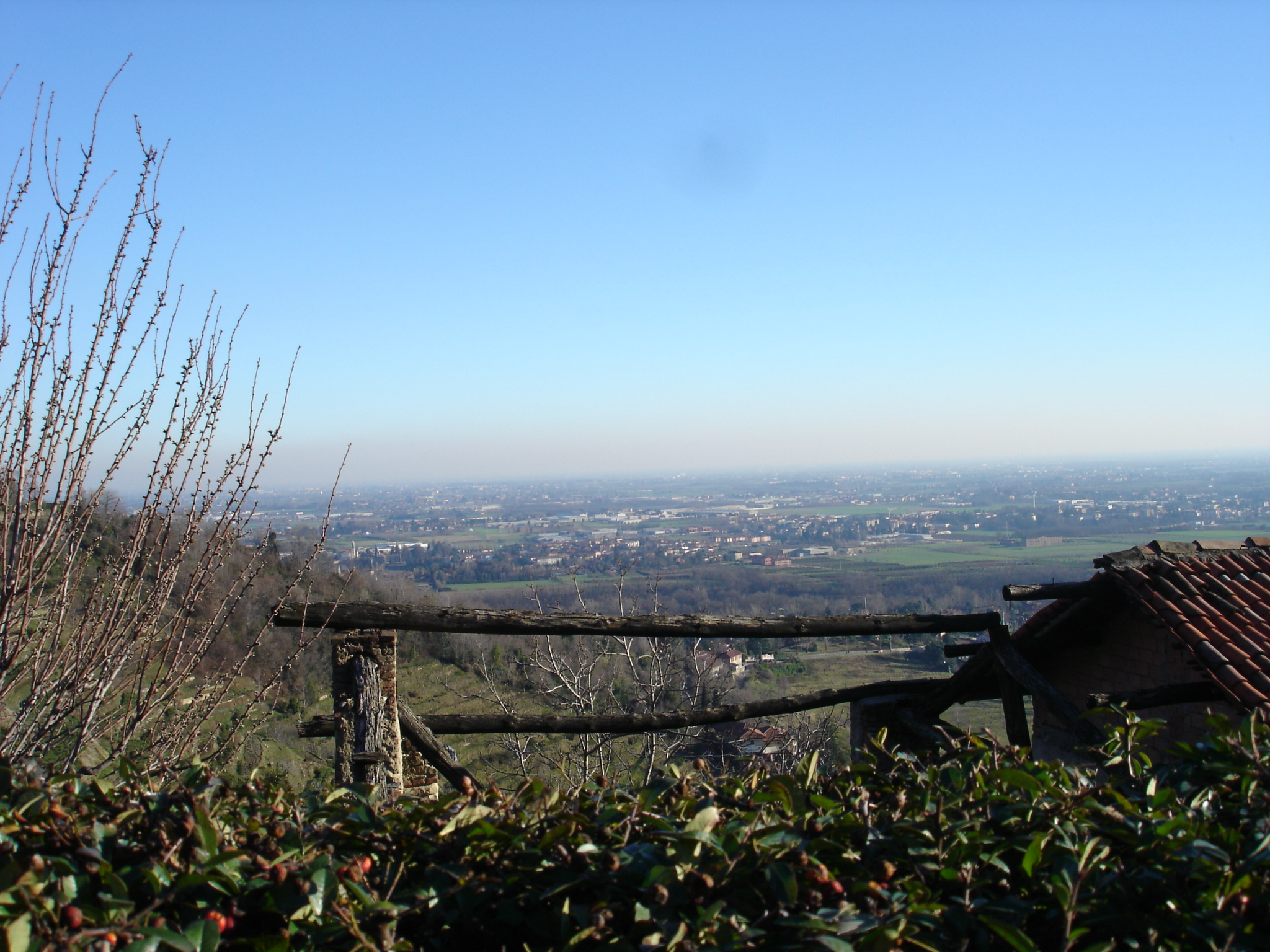
Vista del Meratese dal Colle di Montevecchia